# ثورة الهند سنة 1857
ثورة الهند سنة 1273-1274هـ الموافق 1857-1858م، وسميت أيضا ثورة السيبوى. تلك الثورة وإن انتهت بالفشل إلا أنها عدت من كبرى الثورات الهندية ضد حكم شركة الهند الشرقية البريطانية التي كانت بمثابة سلطة ذات سيادة نيابة عن التاج البريطاني. بدأت الثورة في 10 مايو 1857 في شكل تمرد من جنود جيش الشركة في حامية بلدة ميروت، على بعد 40 ميل (64 كـم) شمال شرق دلهي (دلهي القديمة الآن). ثم مالبثت أن اندلعت في حاميات أخرى ومعها انتفاضات مدنية، وتركزت في سهل الغانج الأعلى ووسط الهند، وقد اندلعت تمردات وثورات أخرى في الشمال والشرق. شكلت تلك الثورة تهديدًا كبيرًا للقوة البريطانية في تلك المنطقة، ولم يتم احتواؤها إلا مع هزيمة المتمردين في قاليور يوم 20 يونيو 1858. ثم منح البريطانيون في 1 نوفمبر 1858 العفو لجميع المتمردين الذين لم يشاركوا في القتل، على الرغم من أنهم لم يعلنوا انتهاء الأعمال القتالية رسميًا حتى 8 يوليو 1859. وأطلق على التمرد العديد من الأسماء، مثل تمرد السيبوي والتمرد الهندي والتمرد الكبير وثورة 1857 وحرب الاستقلال الأولى.
من الأسباب التي أدت إلى تمرد الهنود هو الاستياء النابع من عدة تصورات، منها غزو النمط البريطاني للحياة الاجتماعية، والضرائب القاسية على الأراضي، مقابل المعاملة اللينة للأمراء وملاك الأراضي الأثرياء، بالإضافة إلى التشكيك حول التحسينات التي أحدثها الحاكم البريطاني. ومع أن العديد من الهنود قد ثاروا ضد البريطانيين؛ إلا أن الكثير أيضا قد قاتل إلى جانبهم، ولكن ظلت الغالبية متوافقة على ما يبدو مع الحكم البريطاني. كانت تكلفة التمرد من حيث المعاناة الإنسانية هائلة. فدمرت دلهي ولكنو بسبب نهب البريطانيين المنتصرين وحرقهم تلك المدن. وأبيدت قرى ريفية بسبب المقاومة، كما في أجزاء من أوده. وغالباً ما قُتل المتمردون وأنصارهم. وكذلك قُتِل الضباط البريطانيين آمري أفواج السبيوي، بالإضافة إلى المدنيين البريطانيين من نساء وأطفال.
بعد اندلاع التمرد في ميروت وصل المتمردون بسرعة إلى دلهي، فأعلن حاكمها المغولي بهادور شاه ظفر ذو ال81 عاما ملكا على هندوستان. وبعدها بفترة وجيزة استولى المتمردون على مساحات كبيرة من المقاطعات الشمالية الغربية وأوده. فجاء رد شركة الهند الشرقية سريعا. فبعد وصول التعزيزات تمكنت من استعادة كانبور بحلول منتصف يوليو 1857، ثم دلهي بحلول نهاية سبتمبر. ولكن استغرق الأمر ماتبقى من 1857 ومعظم 1858 لتتمكن من قمع التمرد في جانسي ولكنو وبالإضافة إلى ريف أوده. وبقيت مناطق هندية أخرى تحت سيطرة الشركة هادئة مثل مقاطعة البنغال ورئاسة بومباي ورئاسة مدراس. وفي البنجاب [الإنجليزية] ساعد أمراء السيخ الجيش البريطاني بقوة من خلال توفير الجند والدعم. لم تنضم الولايات الأميرية الكبيرة مثل: حيدر أباد وميسور وترافنكور وكشمير والولايات الأصغر مثل راجبوتانا إلى الثورة. فحياديتهم خدمت البريطانيين، فوصفها الحاكم العام اللورد كانينج بإنها "مانعة لأمواج العاصفة."
اتخذ المتمردون في بعض المناطق، وعلى الأخص في أوده سمات الثورة الوطنية ضد الاضطهاد الأوروبي. إلا أن قادة التمرد لم يعلنوا عن أي بنود كانوا يؤمنون بها أو بشروا بنظام سياسي جديد. ولكن مع ذلك فقد أثبت التمرد أنه مثل نقطة تحول مهمة في تاريخ الهند والإمبراطورية البريطانية. فالنتائج كانت حل شركة الهند الشرقية، وأجبر البريطانيين على إعادة تنظيم الجيش والنظام المالي والإداري في الهند، من خلال إقرار قانون حكومة الهند لسنة 1858. وبعدها أصبحت الهند تدار مباشرة من الحكومة البريطانية بنظام جديد، وهو الراج البريطاني. وفي الأول من نوفمبر 1858 أصدرت الملكة فيكتوريا إعلانًا للهنود، مع أنها تفتقر إلى سلطة الحكم الدستوري، إلا أنها وعدتهم بحقوق مماثلة لحقوق الرعايا البريطانيين الآخرين. ولكن بعد عقود عندما لم تكن تلك الحقوق دوما قابلة للتطبيق، كان الهنود دائما يشيرون إلى إعلان الملكة كمرجعية في مطالباتهم المتزايدة بقوميتهم الجديدة.

## تمدد شركة الهند الشرقية في الهند

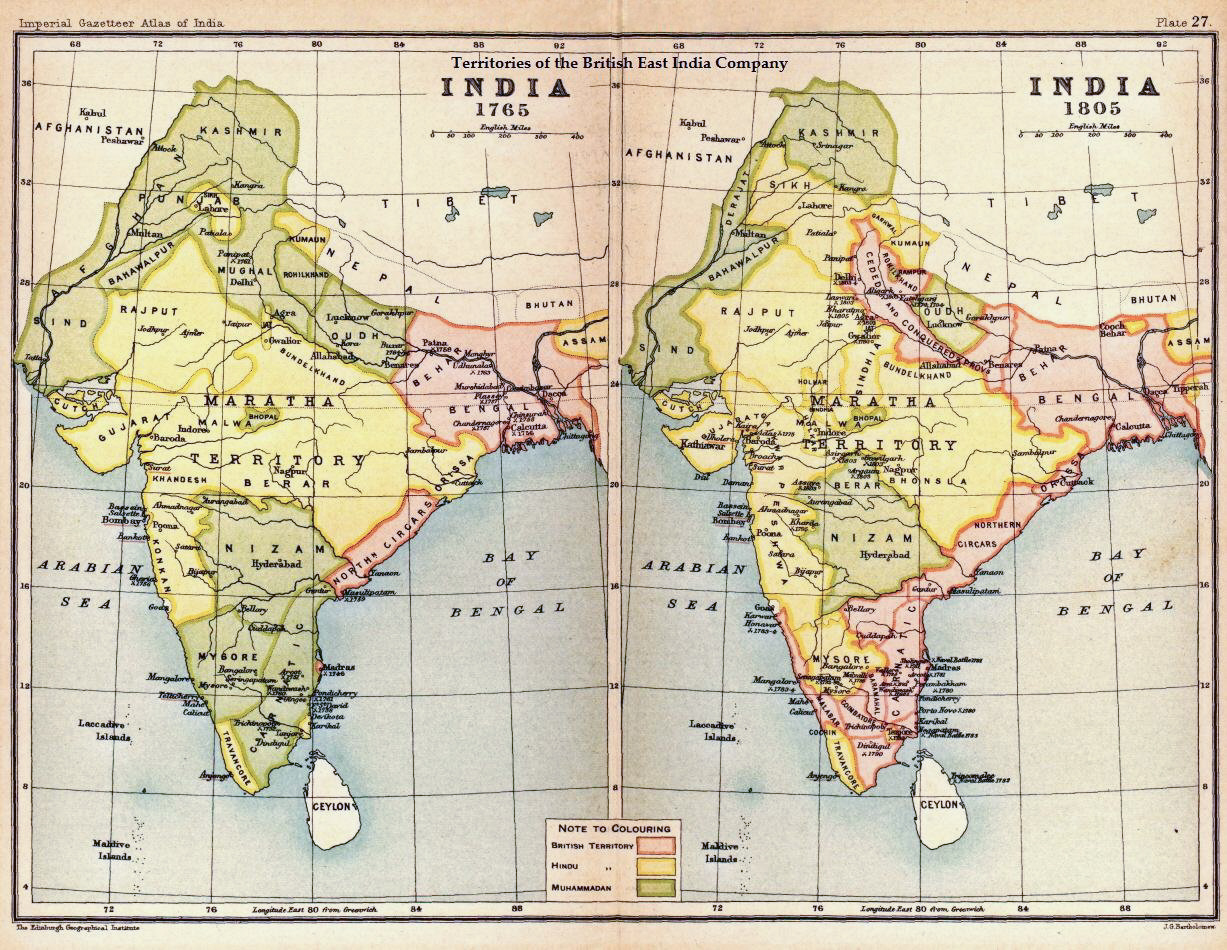
خريطة الهند في 1765 و 1805، وتُظهر المناطق التي حكمتها شركة الهند الشرقية باللون الوردي

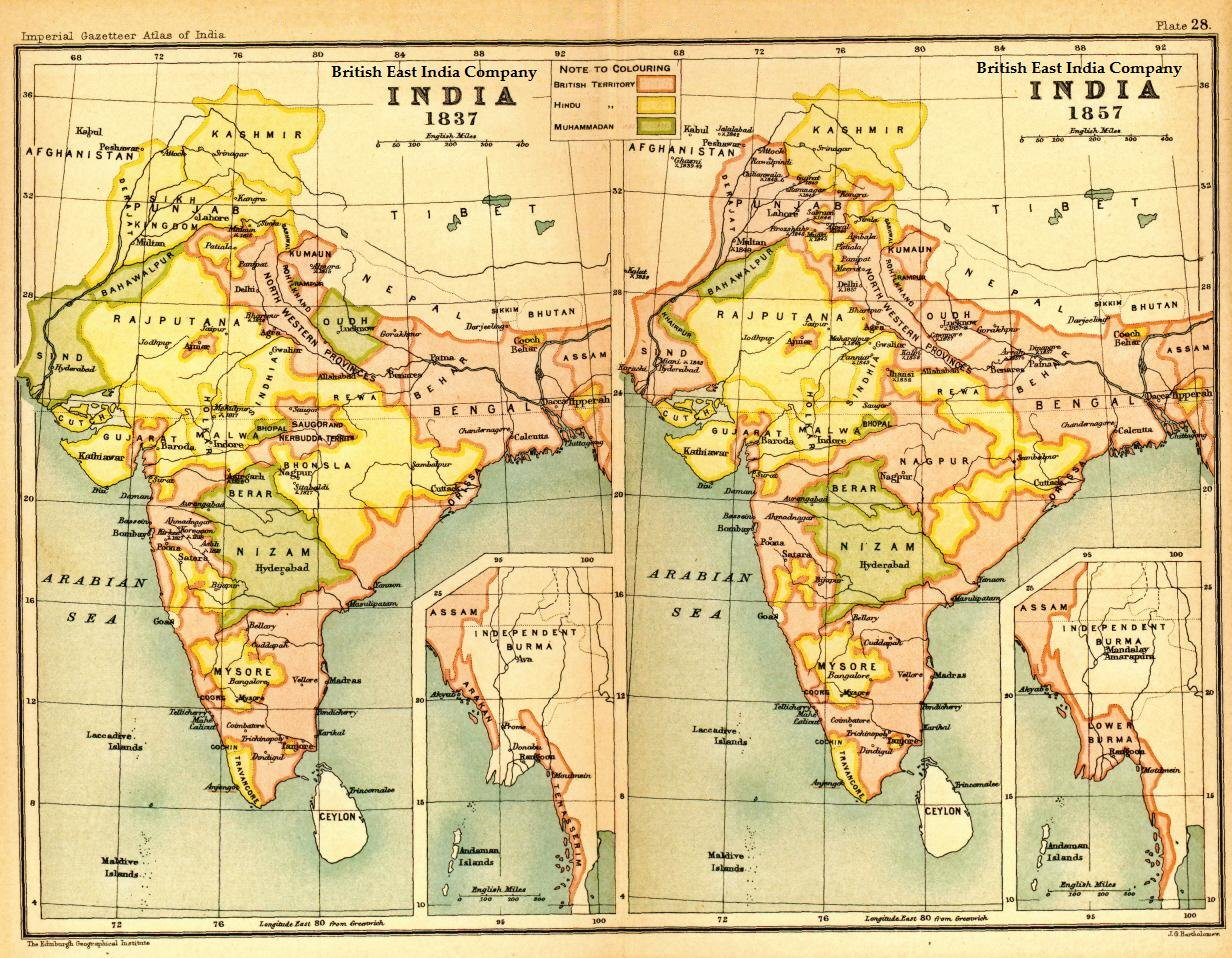
خريطة الهند في 1837 و 1857، وتُظهر المناطق التي حكمتها شركة الهند الشرقية باللون الوردي

يعود وجود شركة الهند الشرقية البريطانية في الهند إلى سنة 1612، حيث كانت تدير مناطق الشحن العابر للأغراض التجارية البحتة، إلا أن انتصارها في معركة بلاسي في 1757 مثل بداية موطئ قدم قوي للشركة في شرق الهند. ثم ازدادت الشركة قوة بعد انتصارها في معركة بوكسار سنة 1764 على السلطان المغولي شاه عالم الثاني. وبعد هزيمته منح الشاه المغولي الشركة الحق في «تحصيل الإيرادات» في مقاطعات البنغال (البنغال الحديثة وبيهار وأوديشا)، وعرفت عند الشركة باسم «ديواني». وسرعان ماوسعت الشركة أراضيها حول قواعدها في بومباي ومدراس. واشعلت لاحقا الحروب الأنجلو-ميسور (1766-1799) وحروب الأنجلو-مارثا (1772-1818) فاستولت على المزيد من أراضي الهند.
واندلعت سنة 1806 تمرد فيلور بسبب لوائح الزي العسكري الموحد الذي خلق استياء عند السيبوي الهندوس والمسلمين.
مع بزوغ القرن التاسع عشر، بدأ الحاكم العام ويلسلي ماسمي عقدين من التوسع السريع لأراضي الشركة. وقد تحقق ذلك إما عن طريق تحالفات فرعية بين الشركة والحكام المحليين أو عن طريق الضم العسكري المباشر. خلقت التحالفات الفرعية الولايات الهندية للمهراجات الهندوس والنواب [الإنجليزية] المسلمين. فألحقت البنجاب والمقاطعة الحدودية الشمالية الغربية وكشمير بعد حرب الأنجلو السيخ الثانية سنة 1849؛ إلا أنهم باعوا كشمير فورا بموجب معاهدة أمريتسار 1846 إلى سلالة دوجرا في جامو، وبالتالي أصبحت ولاية أميرية. تسبب النزاع الحدودي بين نيبال والهند البريطانية والذي ازداد حدة بعد 1801 إلى اندلاع الحرب الإنجليزية النيبالية في الفترة 1814-1816، مما اخضع الجورخاس المهزومين للنفوذ البريطاني. ثم ضمت بيرار في 1854، وبعدها بعامين ألحقت ولاية أوده. وعمليا اعتبرت الشركة حكومة معظم الهند.

## أسباب الثورة
حدث الثورة الهندية سنة 1857 نتيجة لتراكمات من عدة عوامل مع مرور الوقت، ولم يكن بسبب حدث واحد. فقد كان السيبوي جنودا هنود تم تجنيدهم لخدمة جيش الشركة. وقد كان تعدادهم قبل حدوث التمرد هو أكثر من 300,000 سيبوي في الجيش، مقارنة بحوالي 50,000 بريطاني. وقد قسمت تلك القوات إلى ثلاثة جيوش رئاسية: رئاسة بومباي ومدراس والبنغال. قام جيش البنغال بتجنيد الطبقات العليا، مثل راجبوت وبوميهار ومعظمهم من منطقتي أوده وبيهار، بل وقيد تجنيد الطوائف الدنيا في سنة 1855. وعلى النقيض من ذلك كان جيش مدراس وجيش بومباي أكثر الجيوش محلية ومحايدة طبقيا. لذا لم يرغبهما رجال الطبقات العليا. وقد تم إلقاء اللوم جزئياً على سيطرة الطبقات العليا في جيش البنغال على التمردات الأولية التي أدت إلى الثورة.

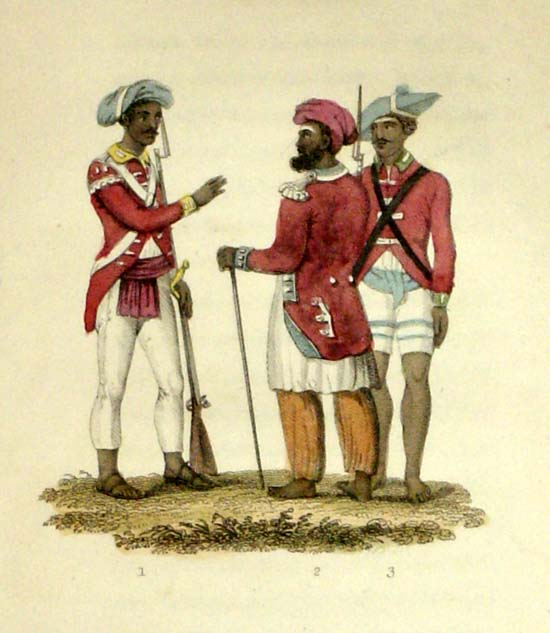
اثنان من ضباط السيبوي مع مجند، عقد 1820

عندما عين وارين هاستينغز أول حاكم عام للهند سنة 1772، كان إحدى تعهداته هو التوسع السريع في جيش الشركة. نظرًا لأن المشتبه بهم من سيبوي البنغال - الذين حارب الكثير منهم ضد الشركة في معارك بلاسي وبوكسار - أصبحوا مشتبه بهم الآن في أعين البريطانيين، لذا فقد قام هاستينغز بتجنيد الطبقات الأعلى من أقصى الغرب من منطقة راجبوت الريفية ذات الطبقات العليا وبوميهار من أوده وبيهار، وهي ممارسة استمرت لمدة 75 سنة. ومع ذلك من أجل منع أي احتكاك اجتماعي، اتخذت الشركة أيضًا إجراءات لتكييف ممارساتها العسكرية مع متطلبات طقوسهم الدينية. ونتيجة لذلك كان هؤلاء الجنود يتناولون وجباتهم في منشئات منفصلة؛ بالإضافة إلى أن الخدمة خارج البلد لم تكن مطلوبة منهم لأنها تعد ملوثة لطبقتهم، وسرعان اعترف الجيش رسميًا بالمهرجانات الهندوسية. "هذا التشجيع للحالة الطقسية للطبقة العليا قد جعل الحكومة عرضة للاحتجاج، فكلما اكتشف السيبوي تعديا لصلاحياتهم كانوا يتمردون." يقول ستوكس إن «البريطانيين تجنبوا بدقة التدخل في البنية الاجتماعية لمجتمع القرية». مما أبقاه سليما إلى حد كبير.
بعد قيام شركة الهند الشرقية بضم أوده في سنة 1856، شعر العديد من جنود السيبوي بالقلق سواء من فقدان ممتلكاتهم، مثل طبقة ملاك الأراضي في بلاط أوده، أو خوفا من أي زيادة في مدفوعات إيرادات الأراضي التي يمكن أن يحققها الضم. كما ذكر مؤرخون آخرون أنه بحلول 1857، كان الجنود الهنود يفسرون وجود المبشرين بأنه دليل على النية الرسمية، فقد كانوا مقتنعين بأن الشركة تدبر تحول جماعي للهندوس والمسلمين إلى المسيحية. على الرغم من أن الإنجيليين مثل وليام كاري وويليام ويلبرفورس قد نجحوا في مطالبهم أوائل ثلاثينيات القرن التاسع عشر بالإصلاح الاجتماعي، مثل إلغاء الستي والسماح بتزويج الأرامل الهندوس، ولكن لاتوجد أدلة قوية تدل على تأثر ولاء السيبوي بهذين السببيين.
ومع ذلك فإن التغيير في شروط الخدمة المهنية قد خلق استياءًا. فمع توسع نطاق حكم شركة الهند الشرقية بانتصارات في الحروب أو الضم، أصبح على الجنود السيبوي أن يخدموا في المناطق قليلة الشهرة مثل بورما، بالإضافة الغاء عن مكافأة «الخدمة الخارجية» التي كانت مستحقة في السابق.
كان السبب الرئيسي للاستياء الذي نشأ قبل عشرة أشهر من اندلاع التمرد هو قانون تجنيد الخدمة العامة المؤرخ 25 يوليو 1856. كما ذكر أعلاه فقد أعفي رجال جيش البنغال من الخدمة الخارجية. بحيث تم تجنيدهم فقط للخدمة في المناطق التي يمكنهم المسيرة إليها. وعد الحاكم العام اللورد دالهوسي هذا الأمر شاذًا، حيث أن جميع جنود في جيشي مدراس وبومباي وكتائب «الخدمة العامة» الست في جيش البنغال قبلوا التزامًا بالخدمة في الخارج إذا لزم الأمر. ونتيجة لذلك فإن عبء توفير الوحدات للخدمة الفعلية في بورما لا يمكن الوصول إليها إلا عن طريق البحر. كما وقع القانون من قبل اللورد كانينج  خليفة دالهوسي في المنصب، لم يقتض القانون سوى مجندين جدد في جيش البنغال لقبول الالتزام بالخدمة العامة. ومع ذلك كان سيبوي الطبقة العليا خائفة من امتداد ذلك القانون إليهم، وكذلك ربما يمنع الأبناء من اللحاق بآبائهم في خدمة جيش يتمتع بتقاليد قوية لخدمة الأسرة.
كانت هناك أيضا شكاوى بشأن مسألة الترقيات على أساس الأقدمية. بالإضافة إلى العدد المتزايد من الضباط الأوروبيين في الكتائب مما جعل الترقيات بطيئة، ولم يصل العديد من الضباط الهنود إلى الرتب العالية إلا في سن متقدمة من الصعب أن يكونوا نشطين فيها.

### بندقية إنفيلد
أما الشرارة التي اشعلت الثورة فهي ذخيرة بندقية إنفيلد 1853 الجديدة. فكانت تلك البنادق تطلق كرات الميني، وهي ذخيرة أكثر فعالية من البنادق السابقة، وتغطى بلفائف ورقية مطلية بالشحم. ولتلقيم البندقية كان على السيبوي أن يعض الخرطوشة وفتحها لإخراج المسحوق. وقد تردد أن الشحوم المستخدمة في هذه الخراطيش هي شحوم مشتقة من لحم البقر والذي كان مسيئًا للهندوس، وقيل من لحم الخنزير والذي أيضا كان مسيئًا للمسلمين. أشار أحد المسؤولين من الشركة إلى الصعوبات التي قد يسببها ذلك:
ومع ذلك بدأ إنتاج الخرطوشة المطلية الشحوم في فورت ويليام كالكوتا في أغسطس 1856، مشابهة للتصميم البريطاني. وشملت الشحوم المستخدمة الشحم التي قدمته شركة غانغاداره بانيرجي وشركاه الهندية. بحلول شهر يناير انتشرت شائعات في الخارج بأن خراطيش إنفيلد مدهونة بالدهن الحيواني.
أصبح ضباط الشركة على دراية بالشائعات من خلال تقارير عن مشاجرة بين سيبوي عالي الطبقة وعامل من طبقة أدنى في دوم دوم. فقد سخر العامل من السيبوي أنه بعضه الخرطوش فإنه يفقد طبقته، مع أن تلك الخراطيش صدرت في تلك الفترة في ميروت فقط وليس في دوم دوم. وسرت أيضا شائعات بأن البريطانيين سعوا لتدمير ديانات الشعب الهندي، وإجبار الجنود المحليين على كسر قانونهم المقدس. وكانت الشركة سريعة في ردع آثار تلك السياسة على أمل أن تهدأ الاضطرابات.
وفي 27 يناير، أمر العقيد ريتشارد بيرش السكرتير العسكري بأن تكون جميع الخراطيش الصادرة من المستودعات خالية من الشحوم، وأن السيبوي يمكن أن يشحموها بأنفسهم باستخدام أي مزيج يفضلونه. تم إجراء تعديل أيضًا على المثقاب للتحميل بحيث يتم تمزيق الخرطوشة بالأيدي وليس بالعض. ومع ذلك فقد تسبب هذا في إقناع العديد من جنود السيبوي بأن الشائعات كانت صحيحة وأن مخاوفهم كانت مبررة. بدأت شائعات أخرى بأن الورق الموجود في الخراطيش الجديدة، والذي كان مزججًا وأكثر صلابة من الورق السابق قد تم تشريبه بالشحوم. في فبراير عقدت محكمة تحقيق في باراكبور للوصول إلى أصل تلك الشائعات. فاشتكى الجنود المحليون الذين أتوا شهودا من المغلف «كونه صلب ومثل القماش عند التمزيق»، وقالوا إنه عندما أحرقت الورقة كانت رائحتها شحوم، وأعلنوا أن شكهم في أن الورقة نفسها تحتوي على شحم لا يمكن إزالته من أفكارهم.

### الاستياء المدني
أما العصيان المدني فقد كان أكثر تنوعًا. وتشكل الثوار من ثلاث مجموعات: النبلاء الإقطاعيون وملاك الأراضي الريفيون تعلقدار والفلاحون. شعر النبلاء الذين فقد الكثير منهم ألقابًا وأملاكًا بموجب مبدأ الانقضاء (Doctrine of lapse) الذي رفض الاعتراف بأبناء الأمراء المتبنين بصفتهم ورثة قانونيين، أن الشركة تدخلت في نظام الميراث التقليدي. ينتمي قادة هذه المجموعة إلى قادة الثوار مثل نانا صاحب وراني لاكشميباي. فالأخيرة كانت على استعداد لقبول هيمنة شركة الهند الشرقية مقابل الاعتراف بابنها المتبني وريثا لزوجها الراحل. وفي مناطق أخرى من وسط الهند، مثل إندور وسوغار حيث لم يحدث فيها هذا الاستيلاء، ظل الأمراء موالين للشركة حتى في المناطق التي ثار فيها السيبوي. أما المجموعة الثانية وهم التعلقدار فقد خسروا نصف أراضيهم الزراعية للفلاحين نتيجة للإصلاحات الزراعية التي جاءت في أعقاب ضم أوده. عندما اكتسب التمرد أرضًا ، احتل التعلقدار بسرعة الأراضي التي فقدوها، ومن المفارقات أن الكثير منهم لم يواجه معارضة كبيرة من الفلاحين بسبب علاقات القرابة والولاء الإقطاعي، وانضم الكثير منهم إلى التمرد، مسببا فزعا كبيرا للبريطانيين. وقد قيل أيضًا أن تقييمات الإنجليز الثقيلة لإيرادات الأراضي في بعض المناطق أدى إلى فقدان العديد من العائلات المالكة للأراضي أراضيها أو الدخول في ديون كبيرة لمقرضي الأموال، مما وفر سبب للمتمردين في النهاية؛ وناصب المتمردون العداء لمقرضي الأموال بالإضافة إلى الشركة. وكان التمرد المدني غير متكافئ للغاية في توزيعه الجغرافي، حتى في مناطق شمال وسط الهند التي لم تعد تحت السيطرة البريطانية. على سبيل المثال، ظلت منطقة مظفرناغار مزدهرة نسبيًا ومستفيدة من مشروع الري للشركة، هادئة طوال الوقت، وبجوارها ميروت التي بدأت فيها الاضطرابات.

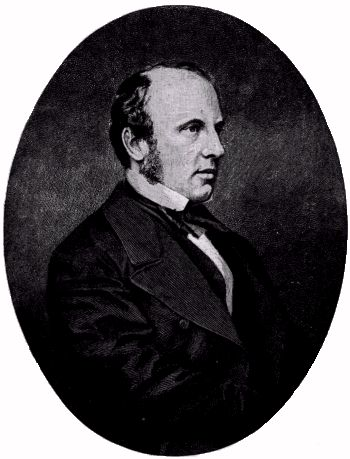
تشارلز كانينج، حاكم الهند العام خلال الثورة.
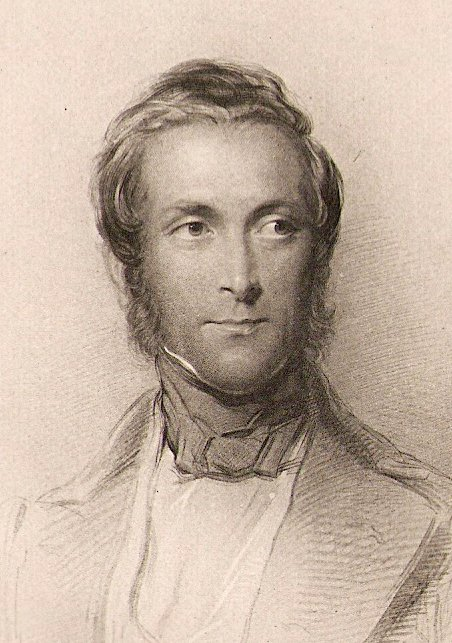
لورد دالهوسي, حاكم الهند العام من 1848 إلى 1856, الذ انشأ مبدأ الانقضاء (Doctrine of Lapse).
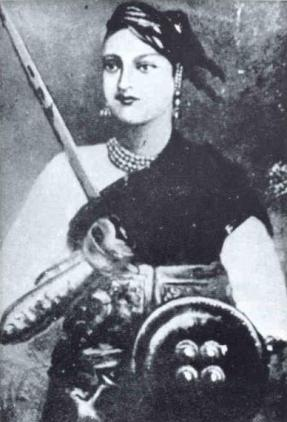
لاكشميباي، ملكة مارثا-حكمسي إحدى القادة الرئيسيين للتمرد التي فقدت في وقت سابق مملكتها نتيجة مبدأ الانقضاء.
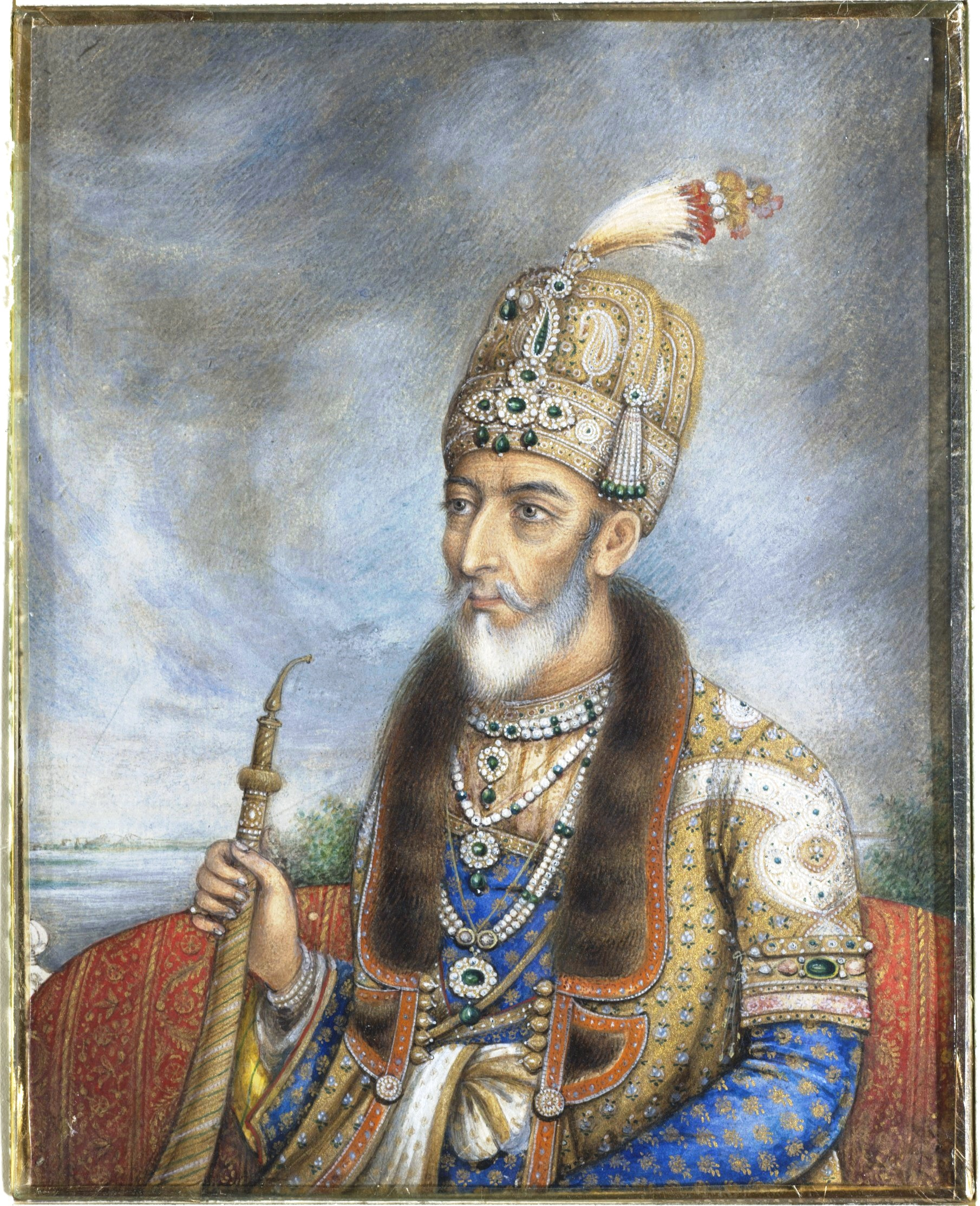
بهادرشاه ظفرآخر السلاطين المغول، توجته القوات المتمردة إمبراطورا للهند، ثم خلعه البريطانيين، وتوفي في المنفى في بورما.

تشكك الكثيرون -وبالذات البريطانيون انفسهم- من أن الإصلاح الاجتماعي المستوحى من النفعية والتبشير بالإنجيل، وكذلك إلغاء الستي وإضفاء الشرعية على زواج الأرامل تسبب باعتقاد أن هناك تدخل في تقاليد الديانة الهندية لهدف رئيسي وهو التبشير. لقد فضل المؤرخون الحديثون ومنهم كريس بايلي أن يصوروا ذلك على أنه «صراع المعرفة»، مثل تصريحات السلطة الدينية قبل الثورة، والسماع إلى الشهادات بعد الثورة، ومن ضمنها قضايا مثل «إهانة النساء»، وارتقاء الأشخاص ذوي الطوائف الأدنى بسبب النفوذ البريطاني، والتلوث الناجم من الطب الغربي ومضايقة واحتقار مدارس التنجيم التقليدية. وكانت المدارس التي تديرها أوروبا مشكلة أيضًا: وفقًا لشهادات مسجلة، فقد عم الغضب بقصص تفيد بأن الرياضيات حلت محل الإرشاد الديني، واختير للطلبة قصص تزدري الديانات الهندية، وكذلك فإن التعليم يجعل الفتيات الصغيرات أكثر عرضة للخطر الأخلاقي.
كان النظام القضائي بطبيعته غير عادل للهنود. فقد كشفت الكتب الزرقاء الرسمية، (شرق الهند (التعذيب) 1855-1857) التي عُرضت أمام مجلس العموم خلال دورتي 1856 و 1857، أن ضباط الشركة قد سمح لهم بسلسلة طويلة من الطعون إذا أدينوا أو اتهموا بوحشية أو جرائم ضد الهنود.
بالإضافة إلى أن السياسات الاقتصادية لشركة الهند الشرقية كانت تثير الإستياء عند العديد من الهنود.

### جيش البنغال

مشهد من 1857 للثورة الهندية (جيش البنغال).

كان كل من «الرئاسات» الثلاث التي قسمتها شركة الهند الشرقية الهند لأغراض إدارية محتفظة بجيوشها الخاصة. وكان جيش رئاسة البنغال هو أكبر الجيوش. وعلى عكس الجيشين الآخرين، فقد كان يجند الهندوس من الطبقة العليا والمسلمين الأثرياء نسبيا بكثافة. شكل المسلمون نسبة أكبر من وحدات الفرسان غير النظامية البالغ عددها 18 وحدة داخل جيش البنغال، في حين أن الهندوس كانوا أساسًا موجودون في 84 من أفواج المشاة والفرسان النظامية. لذلك تأثر السيبوي بقوة في اهتمامهم بحيازة الأراضي وعلاقاتهم بالشخصيات التقليدية في المجتمع الهندي. وكانت الشركة في سنواتها الأولى من حكمها تتسامح بل وتشجع امتيازات الطوائف والتقاليد داخل جيش البنغال، التي حصرت جنودها النظاميين تقريبًا من البراهمة وراجبوت المالكين للأراضي في منطقتي بيهار وأوده. عُرف هؤلاء الجنود باسم بوربيا. ومع مرور الوقت أصبحت تلك التقاليد والامتيازات مهددة من خلال تحديث الأنظمة في كلكتا التي بدأت من أربعينيات القرن التاسع عشر، كان السيبوي قد اعتادوا على وضع طقوس عالية جدًا وكانوا حساسين جدًا من أي تلميح قد يلوث طبقتهم.
بدا السيبوي تدريجياً غير راضين عن جوانب عديدة من حياة الجيش. فكانت رواتبهم متدنية، وبعد ضم أوده والبنجاب لم يعد الجنود يتلقون رواتب إضافية (باتا) للخدمة هناك، لأنهم لم يعدونها «مهمات أجنبية». فبدأ الضباط الأوربيون ينفصلون عن جنودهم، وفي أحيانا كثيرة كانوا يعاملونهم بدوافع عنصرية. وفي سنة 1856 أصدرت الشركة قانون التجنيد الجديد، والذي جعل نظريًا كل وحدة في جيش البنغال خاضعة للخدمة في الخارج. على الرغم من أنه كان المقصود أن ينطبق فقط على المجندين الجدد، إلا أن القائمين بالخدمة كانوا يخشون أن يتم تطبيق القانون بأثر رجعي عليهم أيضًا. فهندوسي الطبقة العليا الذي يسافر في ظروف ضيقة بسفينة خشبية بها جنود لن يتمكن من طهي طعامه الخاص بفرنه الخاص، وبالتالي فقد يخسر طبقته بسبب التلوث الطقسي.

## بداية الثورة

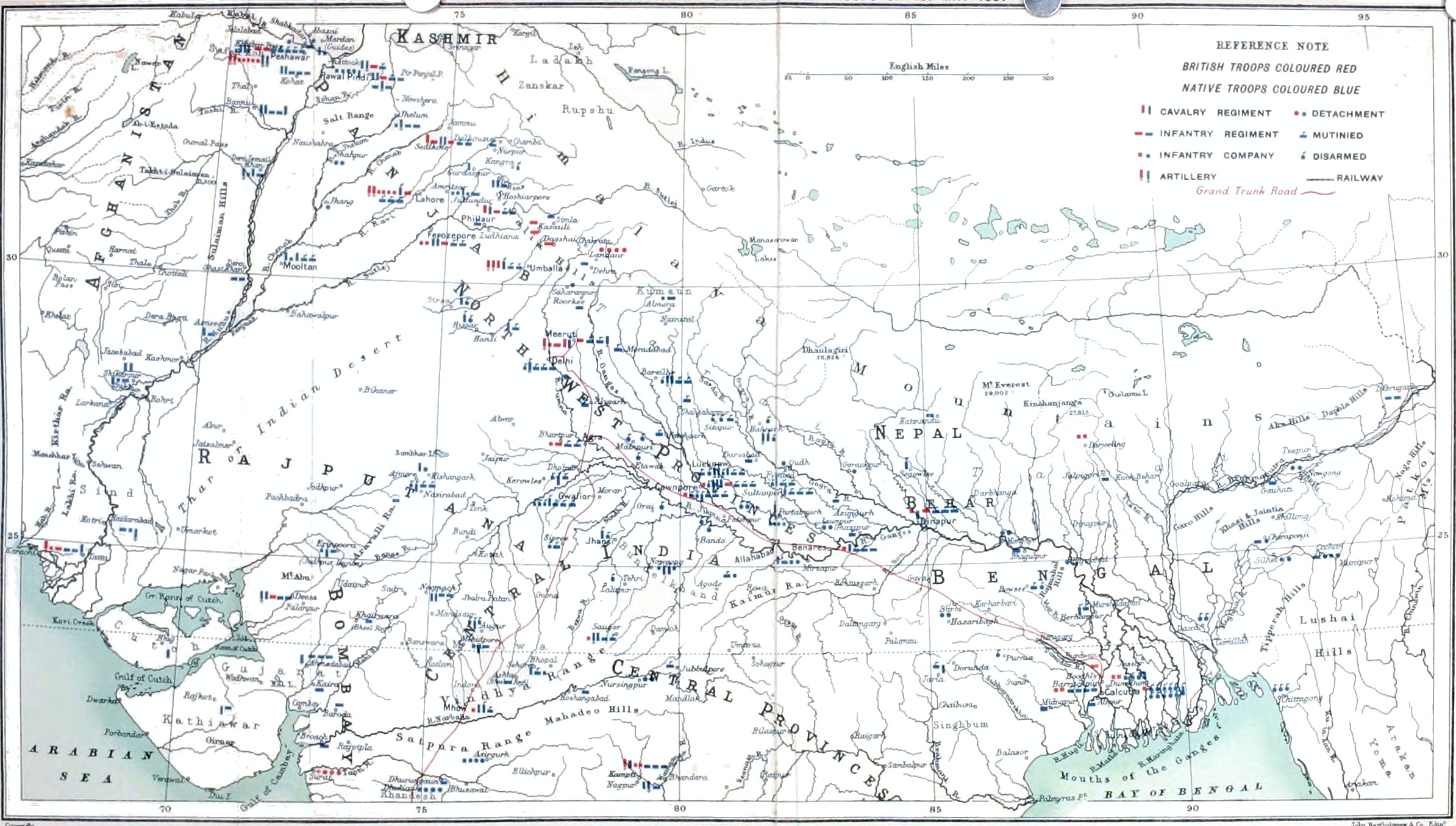
خريطة تمرد هندية توضح مواقع القوات في 1 مايو 1857

سبقت التمرد الفعلي عدة أشهر من التوترات المتزايدة إلى جانب حوادث مختلفة. في 26 فبراير 1857 أصبح الفوج التاسع عشر لمشاة البنغال المحلي (BNI) قلقًا من أن الخراطيش الجديدة التي أصدروها قد تكون ملفوفة في ورق مدهون بدهون الأبقار أو الخنازير، والتي كان يجب فتحها عن طريق الفم ومما يمس حساسياتهم الدينية. واجههم عقيدهم مدعومًا بالمدفعية وسلاح الفرسان على منطقة العرض العسكري، لكن بعد بعض مفاوضات سحب المدفعية، وألغي العرض العسكري لليوم التالي.

### مانغال باندي
في 29 مارس 1857 بمنطقة العرض العسكري في باراكبور بالقرب من كلكتا، أعلن مانغال باندي البالغ من العمر 29 عامًا في فرقة BNI الرابعة والثلاثين التي أغضبته أعمال شركة الهند الشرقية الأخيرة أنه سيثور على قادته. فلما علم الرقيب جيمس هيوسون بسلوك باندي ذهب إليه للتحقيق. فما أن أطلق باندي النار عليه حتى أطلق صافرة الإنذار. وعندما خرج المعاون هنري بو للتحقيق في الاضطرابات، فتح باندي عليه النار إلا أنه أصاب حصان بو.
جاء الجنرال جون هيرسي إلى ساحة العرض للتحقيق، حيث إدعى لاحقا أن مانغال باندي كان في حالة من «الهيجان الديني». وأمر القائد الهندي لحرس المقر جماعدار إيشواري براساد بالقبض على مانغال باندي، لكن جماعدار رفض. فتراجعت الحراسة الرباعية وغيرها من الجنود السيبوي، باستثناء جندي واحد يدعى شيخ بالتو قام بحجز باندي من مواصلة هجومه.
بعد فشله في تحريض رفاقه على تمرد مفتوح ونشط، حاول مانغال باندي أن يقتل نفسه من خلال وضع المسكيت على صدره وسحب الزناد بإصبع قدمه. ولكنه تمكن فقط من جرح نفسه. تم محاكمته في 6 أبريل، وشنق بعدها بيومين.
حكم على جماعدار إيشواري براساد بالإعدام وشنق في 22 أبريل. وتم تفكيك الفوج وتجريدهم من ملابسهم العسكرية لأنهم كانوا يئوون مشاعر سيئة تجاه رؤسائهم خاصة بعد ذلك الحادث. وتمت ترقية الشيخ بالتو إلى رتبة حوِلدار في جيش البنغال، ولكن قتل قبل وقت قصير من تفكيك الفوج BNI 34‏.
اعتقد جنود السيبوي من الأفواج الأخرى أن تلك العقوبات كانت قاسية. ساعدت مظاهرة الخزي أثناء تفكيك الفوج الرسمي في إثارة التمرد في نظر بعض المؤرخين. وعاد الجنود الذين طردوا إلى أوده ساخطين وتملؤهم رغبة في الانتقام.

### الاضطرابات خلال أبريل 1857
اندلعت الاضطرابات والحرائق في أغرا والله أباد وأمبالا خلال شهر أبريل. في أمبالا على وجه الخصوص، حيث فيها مجمع عسكري كبير يتم فيه جمع العديد من الوحدات للتدريبات السنوية بالمسكيت، وبدا واضحا للجنرال أنسون القائد الأعلى لجيش البنغال، أن هناك نوعًا من التمرد بسبب الخراطيش. على الرغم من اعتراضات الحاكم العام المدني، فقد وافق على تأجيل تدريبات المسكيت والسماح بتخريم جديد للخراطيش بحيث يسمح للجنود أن يمزقوا الخراطيش بأصابعهم بدلاً من أسنانهم. ومع ذلك، لم يصدر أي أوامر عامة بإجراء هذه الممارسة المعتادة في جميع أنحاء جيش البنغال، وبدلاً من البقاء في أمبالا لنزع فتيل أو التغلب على أي مشكلة محتملة، انتقل إلى شيملا، وهي مركز التلال الرائعة حيث يقضى فيها العديد من كبار المسؤولين الصيف.
على الرغم من عدم وجود تمرد مفتوح في أمبالا، إلا أنه كان هناك حريق واسع النطاق في أواخر أبريل. تم إحراق مباني الثكنات (خاصة تلك التي كانت للجنود الذين استخدموا خراطيش إنفيلد) وأجنحة الضباط الأوروبيين.

### ميروت

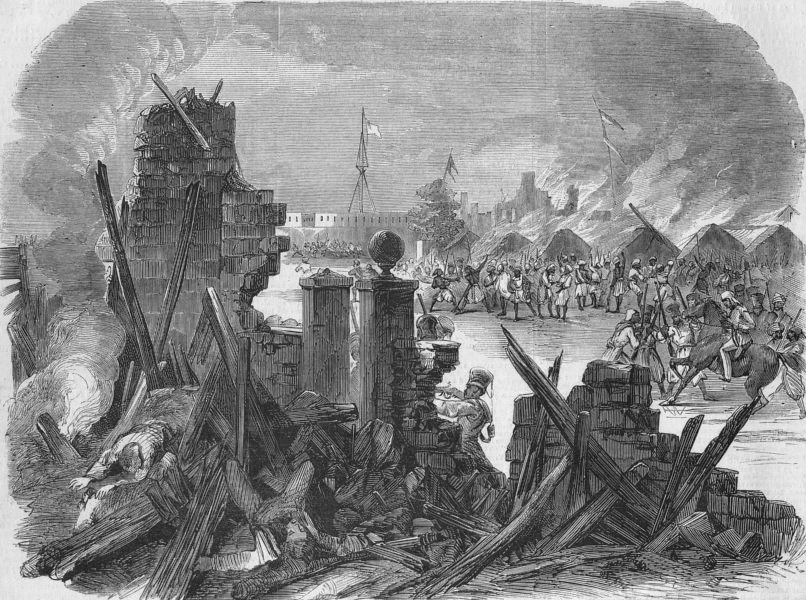
"تمرد سيبوي في ميروت" من أخبار لندن المصورة، 1857

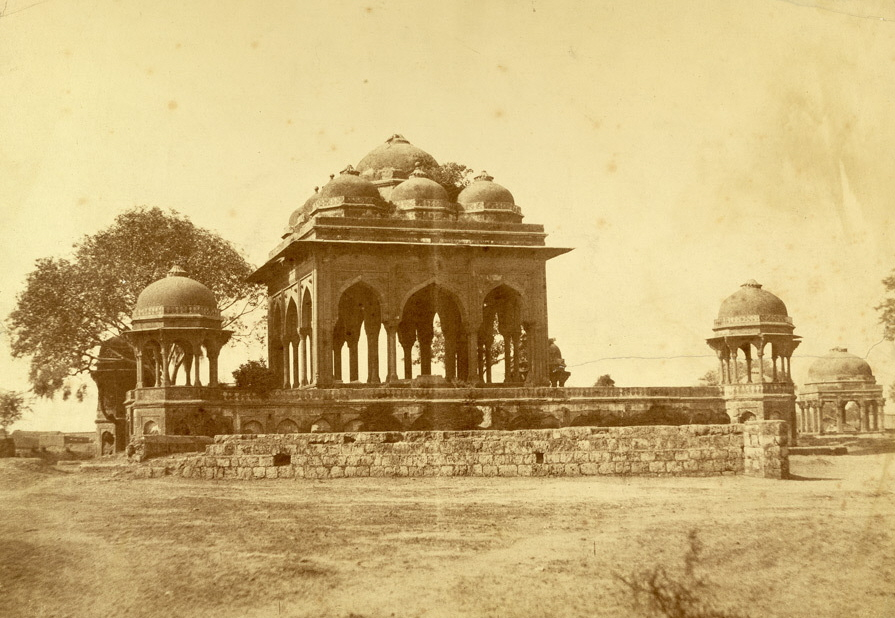
صورة في سنة 1858 لفيليس بيتو لمسجد في ميروت حيث يصلي فيه بعض الجنود المتمردين.

في ميروت حيث يتمركز التجمع العسكري الكبير، 2,357 من الجنود الهنود و 2,038 جنديًا بريطانيًا مع 12 مدفعية بريطانية. احتفظت المحطة بأحد أكبر تجمعات القوات البريطانية في الهند، وتم لاحقًا ذكر ذلك ليكون الدليل على أن اندلاع التمرد كان تلقائيًا وليس مؤامرة مخططة مسبقًا.
على الرغم من أن حالة الاضطرابات داخل جيش البنغال كانت معروفة جيدًا، قام المقدم جورج كارمايكل سميث وهو قائد غير متعاطف في سلاح الفرسان البنغالي الثالث في 24 إبريل فأمر 90 من رجاله بالاستعراض وإجراء تدريبات إطلاق النار. فرفض جميع الرجال باستثناء خمسة منهم قبول الخراطيش. في 9 مايو حوكم رافضي الأوامر الـ 85 أمام محكمة عسكرية، فحُكم على معظمهم بالسجن لمدة 10 سنوات أشغال شاقة. وحُكم على أحد عشر جنديا من الشباب الصغار بخمس سنوات سجن. وتم عمل موكب للحامية بأكملها أمام أعين الجميع حيث جرد الرجال المدانين من زيهم العسكري وقيدوا. وبينما هم في طريقهم إلى السجن وبخ الجنود المدانون رفاقهم لفشلهم في دعمهم.
واليوم التالي كان يوم الأحد، حذر بعض الجنود الهنود ضباطهم الإنجليز خارج عملهم من أن هناك خططًا لإطلاق سراح المسجونين بالقوة، وانتقل التحذير إلى كبار الضباط الذين لم يتخذوا أي إجراء. فاندلعت الاضطرابات في مدينة ميروت، حيث الاحتجاجات الغاضبة في السوق وأضرمت النيران في المباني. وفي المساء كان معظم الضباط يستعدون للذهاب إلى الكنيسة، بينما الكثير من الجنود الأوروبيين كانوا خارج عملهم وتوجهوا إلى المقاصف أو إلى البازار في ميروت. فأشعلت قوات هندية بقيادة سلاح الفرسان البنغالي الثالث التمرد. قُتل الضباط الأوروبيون الذين حاولوا تهدئة الثورة على أيدي المتمردين. وتعرضت أحياء الضباط والمدنيين الأوروبيين للهجوم، فقتل أربعة رجال مدنيين وثماني نساء وثمانية أطفال. وهاجمت الحشود في السوق الجنود خارج العمل هناك. فقُتل حوالي 50 مدنيًا هنديًا، بعضهم من حاول مساعدة الضباط أو إخفاؤهم عن أيدي السيبوي. على الرغم من أن تصرف السيبوي في إطلاق سراح 85 من رفاقهم المسجونين كان يبدو تلقائيًا، إلا أن بعض أعمال الشغب المحلية في المدينة شجعها كوتوال (قائد الشرطة المحلية) دان سينغ غوجار.
اخرج بعض جنود السيبوي (خاصةً من فرقة المشاة البنغالية الحادية عشرة) ضباطًا بريطانيين موثوق بهم ومعهم نساء وأطفال خارج المدينة قبل أن ينضموا إلى التمرد. وذهب بعض الضباط مع عوائلهم إلى رامبور حيث لجأوا إلى النواب.
وذكر المؤرخ البريطاني فيليب ماسون إلى أنه يجب على معظم الخيالة (سوار) والسيبوي أن يذهبوا من ميروت إلى دلهي في ليلة 10 مايو. وهي مدينة ذات أسوار قوية تقع على بعد 40 ميلاً فقط، وهي العاصمة القديمة والمقر الحالي للإمبراطور المغولي الاسمي. بالإضافة إلى أنه لا توجد حامية بريطانية هناك على عكس ميروت. ولكن لم هناك أي جهد لمطاردتهم.

### دلهي

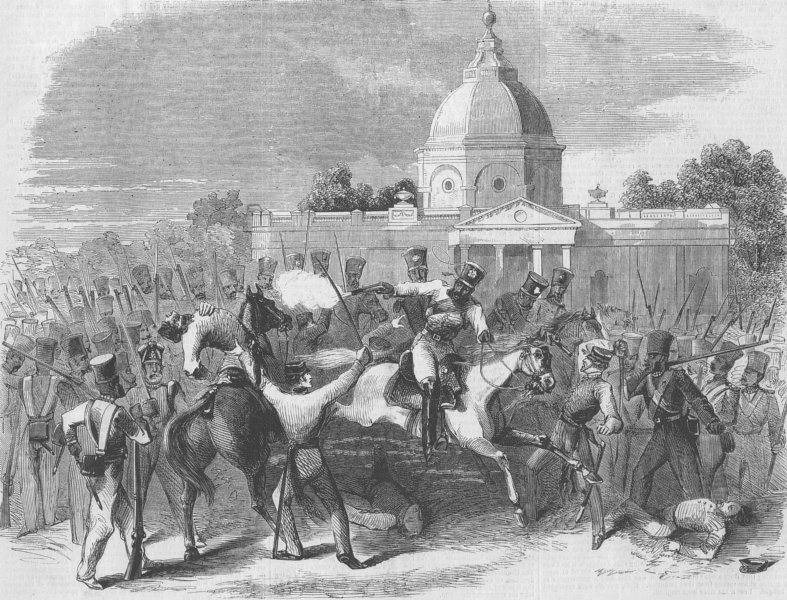
مذبحة ضباط على يد الخيالة المتمردين في دلهي

وصلت طلائع سلاح الفرسان الثالث إلى دلهي صباح يوم 11 مايو. ومن تحت نوافذ مباني قصر الملك، دعوه إلى الاعتراف بهم وقيادتهم. لم يفعل بهادور شاه شيئًا في هذه اللحظة، وكان على ما يبدو يعامل السيبوي بأنهم متلمسين حوائج، لكن سارع الآخرين في القصر بالانضمام إلى التمرد. وخلال النهار انتشرت الثورة. قُتل المسؤولون الأوربيون وخدمهم والهنود المسيحيون وأصحاب المتاجر في المدينة، بعضهم على يد رجال السيبوي وغيرهم على أيدي حشود مثيري الشغب.

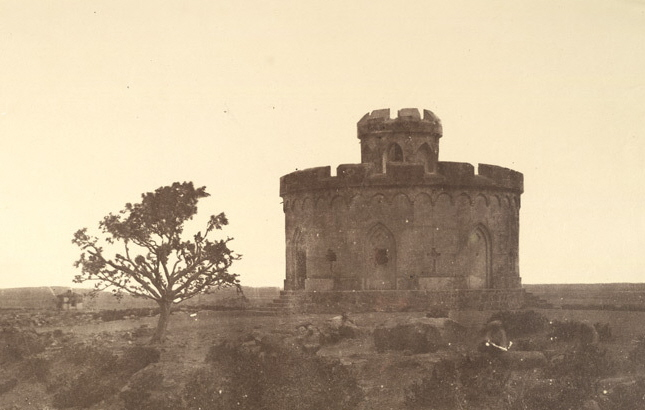
برج فلاجستاف بدلهي، حيث اختبأ فيه الهاربون البريطانيون من ملاحقة الثوار في 11 مايو 1857؛ تصوير فيليس بيتو

كانت هناك ثلاثة أفواج بحجم الكتيبة من مشاة البنغال الأهلية المرابطة في المدينة أو بالقرب منها. فخرجت منها بعض المفارز فانضمت إلى التمرد، بينما امتنعت الأخر، إلا أنها رفضت إطاعة الأوامر واتخاذ أي إجراء ضد المتمردين. وسمع انفجار عنيف في المدينة في فترة مابعد الظهر لعدة أميال. وكان ذلك تفجير الترسانة التي احتوت على مخزون كبير من الأسلحة والذخيرة، وخوفًا من سقوطها بأيدي المتمردين، فتح ضباط الذخيرة البريطانيون التسعة النار على الجنود بمن فيهم رجال حرسهم. وعندما بدت المقاومة ميؤوس منها، فجروا الترسانة. فنجا ستة من الضباط التسعة، إلا أن الانفجار أسفر عن مقتل الكثيرين في الشوارع والمنازل المجاورة والمباني الأخرى. وأخيراً دفعت أخبار هذه الأحداث الجنود السيبوي المتمركزين حول دلهي إلى تمرد مفتوح. فتمكّنوا فيما بعد من سحب ماستطاعوا من الأسلحة من الترسانة، وتمكنوا أيضا من الإستيلاء دون مقاومة على مخزن ذخيرة يبعد 2 ميل (3.2 كـم) خارج دلهي، احتوت على 3000 برميل من البارود.

## أنصار والمعارضة

الممالك والولايات الأميرية خلال الثورة

انتشرت أخبار أحداث دلهي انتشار النار في الهشيم، مما أدى إلى اندلاع الانتفاضات بين السيبوي ومسببي الشغب في العديد من المناطق. وفي كثير من الحالات كان سلوك السلطات العسكرية والمدنية البريطانية هو سبب الفوضى. فبمجرد المعرفة بسقوط دلهي عن طريق التلغراف، سارع العديد من مسؤولي الشركة بالخروج مع عائلاتهم وموظفيهم إلى أماكن آمنة. في أغرا على بعد 160 ميل (260 كـم) من دلهي، تجمع مالا يقل عن 6,000 من أشخاص ليسوا مقاتلين في القلعة. بالإضافة إلى أن ردة فعل السلطات العسكرية كانت غير متماسكة. لقد وثق بعض الضباط في جنودهم من السيبوي، لكن آخرين حاولوا نزع سلاحهم لمنع أي ثورة محتملة. وقد نزعت أسلحتهم في فاراناسي والله أباد، مما أدى إلى ثورات محلية.

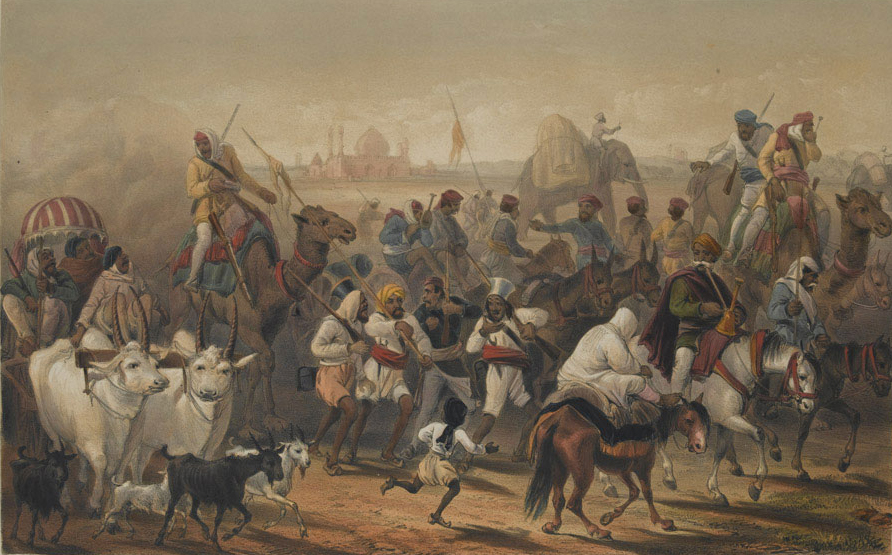
قوات من الأهالي الحلفاء. بريشة جورج فرانكلين أتكينسون 1859.

لم يشارك معظم المسلمين كراهية المتمردين للإدارة البريطانية ولم يتمكن العلماء من الاتفاق على إعلان الجهاد. فهناك علماء مسلمون مثل مولانا محمد قاسم النانوتوي ومولانا رشيد أحمد الكنكوهي الذين حملوا السلاح ضد الحكم الاستعماري. لكن عددًا كبيرًا منهم، ومن الطائفتين السنية والشيعية وقفوا مع البريطانيين. ورفض عدة علماء من أهل الحديث ومن زملاء النانوتوي اعلان الجهاد. أما مولانا محمد نذير حسين الدهلوي وهو أكثر علماء أهل الحديث نفوذا في دلهي، فقد قاوم ضغوط المتمردين بالدعوة إلى الجهاد وأفتى بدلاً من ذلك لصالح الحكم البريطاني، معتبرا أن العلاقة بين المسلمين والبريطانيين عقدًا قانونيًا لا يمكن كسره إلا إذا انتهكت حقوقهم الدينية.
بالرغم من أن معظم متمردي السيبوي في دلهي هم من الهندوس، إلا إن نسبة كبيرة منهم كانوا مسلمين. نمت نسبة الغازين إلى حوالي ربع القوة القتالية المحلية بنهاية الحصار وتضمنت فوجًا من الغازين الانتحاريين  من قاليور الذين تعهدوا بالقتال حتى يَقتِلوا أو يُقتَلوا على يد القوات البريطانية.
دعم السيخ وبشتون البنجاب والمقاطعة الحدودية الشمالية الغربية البريطانيين وساعدوهم في استعادة دلهي. أكد المؤرخ جون هاريس أن السيخ أرادوا الانتقام من ضم الشركة لإمبراطورية السيخ قبل ثماني سنوات بمساعدة أهالي بيهار وبوربيا  ('الشرقيين') وأولئك من مقاطعات أغرا وأوده المتحدة اللتين شكلا جزءًا من جيوش شركة الهند الشرقية في حرب السيخ الأولى والثانية. وذكر أيضًا أن السيخ شعروا بالإهانة من موقف السيبوي الذين من وجهة نظرهم لم يهزموا خالصة إلا بمساعدة الإنجليز؛ وأثار ذلك حنقهم واحتقارهم أكثر بكثير مما فعل به البريطانيون.

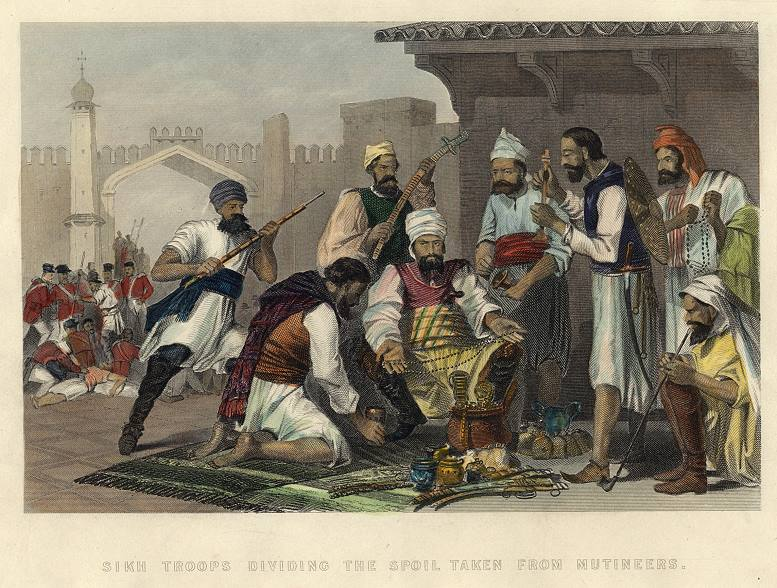
قوات السيخ تقتسم الغنائم التي أخذت من المتمردين، حوالي 1860.

يخشى السيخ من إعادة حكم المغول في شمال الهند لأنهم تعرضوا للاضطهاد الشديد في الماضي من تلك الأسرة. أما دعمهم للبريطانيين فكان نابعا من المظالم الملموسة لسلوك السيبوي أثناء حروب الأنجلو السيخية وبعدها. أولاً؛ استاء العديد من السيخ من أن هنود بوربيا من كان يعمل في ولاية السيخ كانوا يحثون في المقام الأول على الحرب التي افقدتهم استقلالهم. استذكر جنود السيخ أيضًا أن المعارك الأكثر دموية في الحرب، تشيليانوالا وفيروز شاه، التي انتصرت بها القوات البريطانية، وكانوا يعتقدون أن السيبوي الهندوستان كانوا يرفضون مقاتلتهم في المعركة. تضاعفت هذه المشاعر عندما تم تكليف  السيبوي الهندوستان بدور واضح لتكون قوات حامية في البنجاب ومنحهم مناصب مدنية مريحة فيها.
وفي سنة 1857 كان لجيش البنغال 86,000 رجل، منهم 12,000 أوروبي و 16,000 سيخ و 1500 جورخا. وهناك 311,000 جندي من جميع أنحاء الهند، 40,160 جنديًا أوروبيًا و 5,362 ضابطًا. وقد تمردت 54 كتيبة من أصل 74 كتيبة مشاة الأهلية منتظمة في جيش البنغال، ولكن تم تدمير بعضها فورا أو تفككت بسبب نزوح أفرادها من الجنود إلى أهاليهم. كما تم نزع سلاح أو تسريح بعض من الأفواج العشرين المتبقية لمنع أو احباط أي تمرد. وفي المجمل نجت اثنا عشر فوج من أفواج مشاة البنغال الأصلية التي بقيت حتى ظهور الجيش الهندي الجديد. وقد تمردت جميع أفواج الفرسان البنغال الخفيفة العشرة.
وأيضا احتوى جيش البنغال على 29 فوج سلاح فرسان غير نظامي و 42 مشاة غير نظامي. من بين هؤلاء تكونت مجموعة كبيرة من متمردي ولاية أوده. ومجموعة أخرى ضخمة من متمردي جواليور، مع أن حاكم تلك الولاية دعم البريطانيين. أما بقية الوحدات غير النظامية فقد كانوا من مجموعات متعددة من أصول قليلة التأثير في المجتمع الهندي المهيمن. ولكن توجد وحدات غير النظامية دعمت الشركة بنشاط، وهي: ثلاث وحدات من مشاة السيخ وخمسة من وحدات المشاة السيخ الستة، ووحدات المشاة الستة ووحدات سلاح الفرسان الست التابعة لقوة البنجاب غير النظامية التي نشأت مؤخرًا.
عدد الجنود الهنود في جيش البنغال الموالي للشركة في 1 أبريل 1858 كان 80,053. ومع ذلك فقد رفعت أعدادهم بقوة وعلى عجل في البنجاب والحدود الشمالية الغربية بعد اندلاع التمرد. كان لدى جيش بومباي ثلاث تمردات من أصل 29 فوج من أفواجه، في حين أن جيش مدراس لم يكن لديه أي تمرد، على الرغم من أن عناصر من أفواجه الـ 52 رفضت التطوع للخدمة في البنغال. ومع ذلك ظل معظم جنوب الهند سلبي، مع بعض أعمال عنف متقطع. لأن أجزاء كبيرة من المنطقة هي تحت حكم ملكيات ميسور ونظام الملك، وبالتالي لم تخضع مباشرة للحكم البريطاني.

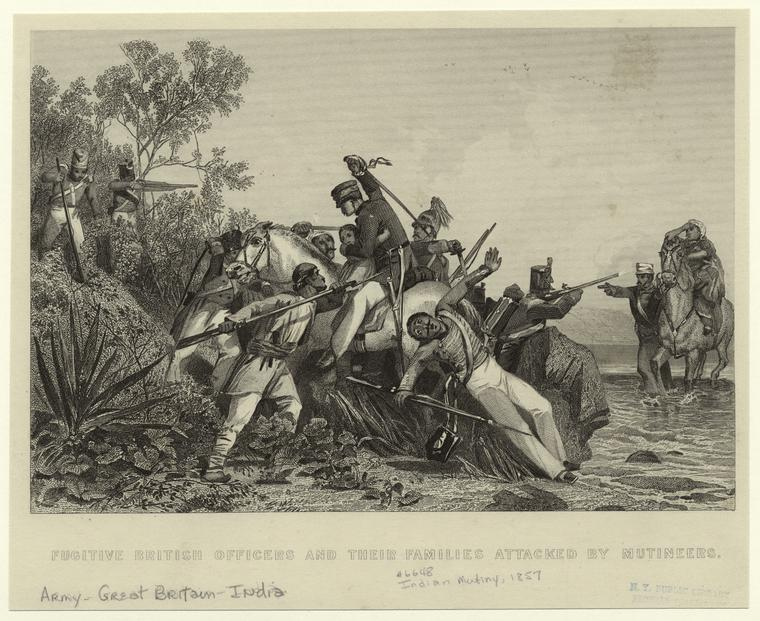
هجوم المتمردين على الضباط البريطانيون الهاربون وعائلاتهم.

## الثورة

### المراحل الأولى

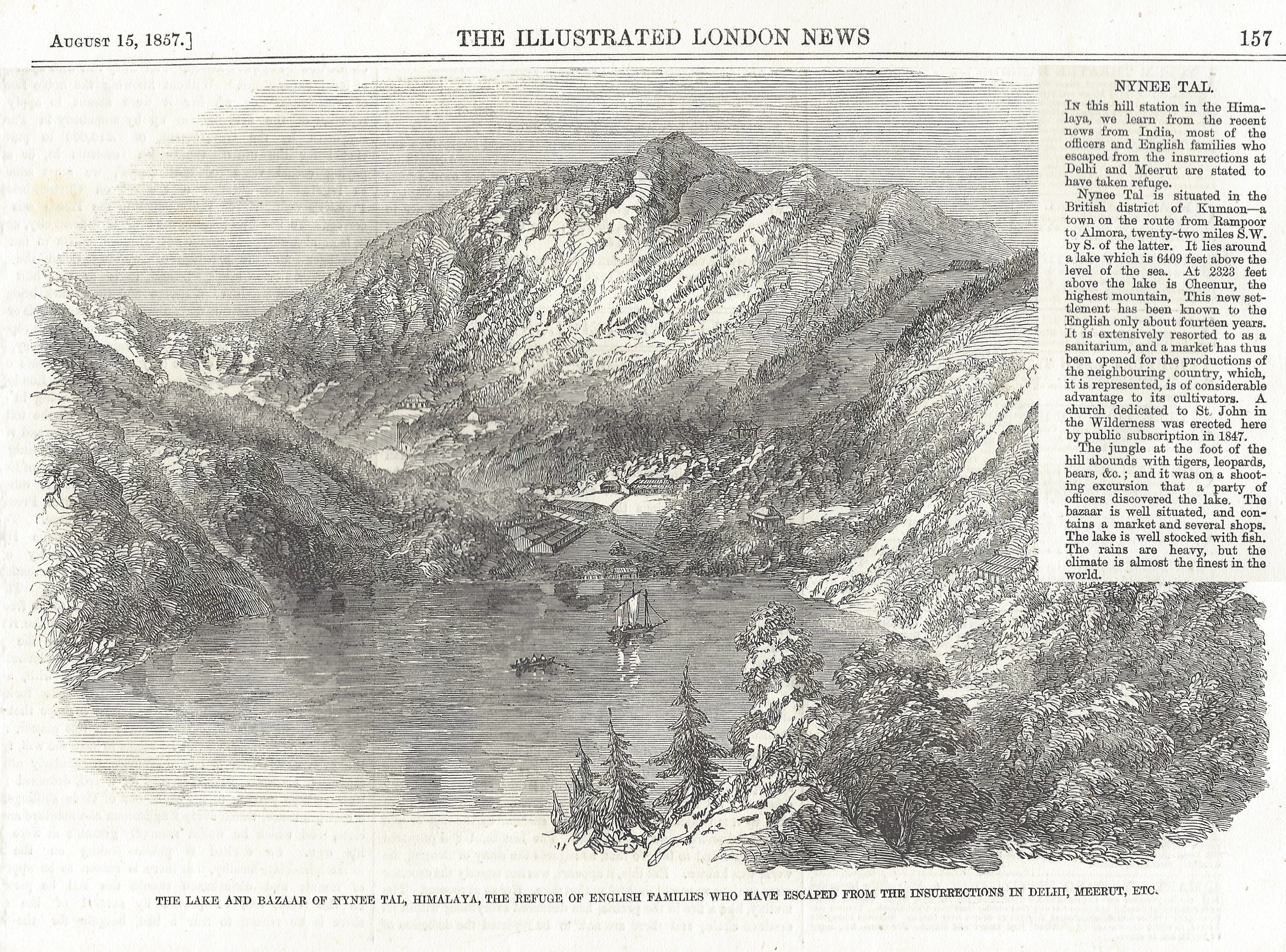
رسم لنايني تال، ومعها قصة في أخبار لندن المصورة في 15 أغسطس 1857، تصف كيف كانت مدينة المنتجعات في جبال الهملايا ملجأ للعائلات البريطانية الهاربة من تمرد 1857 في دلهي وميروت.

أعلن بهادور شاه ظفر إمبراطورا على الهند بأكملها. تشير معظم الروايات المعاصرة والحديثة إلى أنه تعرض للإكراه من قبل السيبوي ورجاله لتوقيع البيان ضد إرادته. على الرغم من الخسارة الكبيرة في القوة التي عانت منها سلالة المغول في القرون السابقة، إلا أن إسمها لا يزال يحمل مكانة كبيرة في جميع أنحاء شمال الهند. أقسم الأهالي والنبلاء وغيرهم من الشخصيات البارزة بالولاء. أصدر الإمبراطور عملات معدنية باسمه، واحدة من أقدم الطرق لتأكيد المكانة الإمبريالية. ومع ذلك فإن انضمام الإمبراطور المغولي إلى التمرد أدى إلى إبعاد سيخ البنجاب عنهم، لأنهم لا يريدون العودة إلى الحكم الإسلامي، حيث خاضوا العديد من الحروب ضد حكام المغول. وكانت ولاية البنغال هادئة جدا طوال فترة التمرد. أما البريطانيون الذين لم يأخذوا قوة السلطة المغولية على محمل الجد لفترة طويلة فقد تفاجئوا بالكيفية التي استجاب بها الناس العاديون لدعوة ظفر إلى الحرب.
تمكن المتمردون الهنود في البداية من دفع قوات الشركة، واستولوا على عدة بلدات مهمة في هاريانا وبيهار والمقاطعات الوسطى والمقاطعات المتحدة. وعندما تم تعزيز القوات الأوروبية وبدأت في الهجوم المضاد، كان المتمردون متضعضعين بقوة بسبب افتقارهم إلى السلطة والقيادة المركزية. على الرغم من أنهم قد أنتجوا بعض القادة الأقوياء مثل بخت خان الذي رشحه الإمبراطور فيما بعد ليكون قائد أعلى للقوات المسلحة بعد أن أثبت ابنه ميرزا مغول أنه غير جدير، فقد أُجبروا في معظم الأحيان على البحث عن قيادة بين الراجات والأمراء. وأثبت بعض هؤلاء بأنهم قادة متفانين، ولكن هناك آخرين كانوا مهتمين بذاتهم أو غير كفؤين.

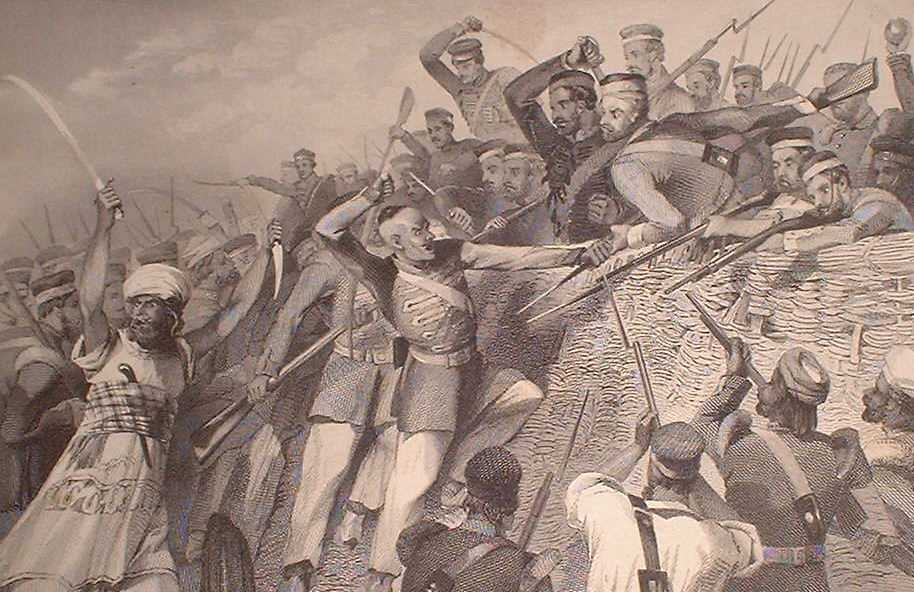
هجوم المتمردين على بطارية ريدان في لكناو، 30 يوليو 1857

في المناطق الريفية المحيطة بميروت، شكلت انتفاضة غورجار العامة أكبر تهديد للبريطانيين. في پارکشت گرھ القريبة من ميروت، أعلن الغوجاريين أن تشودري كادام سينغ هو قائدهم، وطردوا شرطة الشركة. قاد كادام سينغ قوة كبيرة وتتراوح التقديرات من 2000 إلى 10,000. وخضعت بولندشهر وبيجنور لسيطرة الغوجار بقيادة واليداد خان وماو سينغ على التوالي. أفادت مصادر معاصرة أن جميع قرى غوجار بين ميروت ودلهي شاركت في التمرد، وفي بعض الحالات بدعم من جالاندهار، ولم يتمكن البريطانيون من استعادة السيطرة على المنطقة إلا أواخر يوليو وبمساعدة من الزط المحليين.
وذكر معجم (The Imperial Gazetteer of India) أنه خلال التمرد الهندي سنة 1857 أثبت غورجار ورانغر (مسلمو الراجبوت) أنهم «الأعداء الأكثر عنادًا» مع البريطانيين في منطقة بولندشهر.
أصدر المفتي نظام الدين وهو عالم مشهور في لاهور، فتوى ضد القوات البريطانية ودعا السكان المحليين لدعم قوات راو تولا رام. كانت الخسائر كبيرة في الاشتباك اللاحق في نارنول (نسيبور). وبعد هزيمة راو تولا رام في 16 نوفمبر 1857، ألقى الإنجليز القبض على المفتي نظام الدين، واعتقل شقيقه المفتي يقين الدين ونسيبه عبد الرحمن (المعروف باسم نبي بخش) في تيجارا. حيث نقلوا إلى دلهي وشنقوا. بعد أن خسر القتال في نسيبور، طلب راو تولا رام وبرام سوخ يادف أسلحة من روسيا، التي قد دخلت لتوها في حرب القرم ضد بريطانيا.

### دلهي

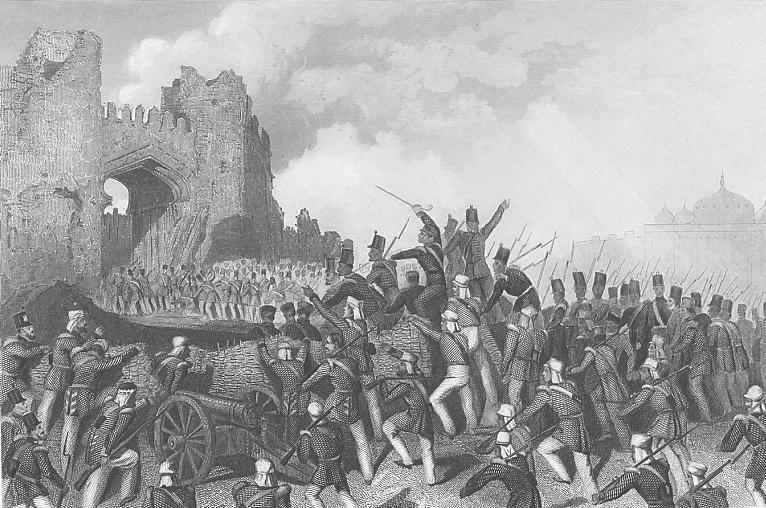
الهجوم على دلهي والاستيلاء على بوابة كشمير، 14 سبتمبر 1857

كان البريطانيون في البداية بطيئين في ردهم على الثورة. واستغرق الأمر بعض الوقت لنقل قواتها المتمركزة في بريطانيا عبر البحر إلى الهند، على الرغم من أن بعض الأفواج انتقلت برا عبر بلاد فارس من حرب القرم، وتم تحويل بعض الأفواج المنقولة إلى الصين لتذهب إلى الهند.

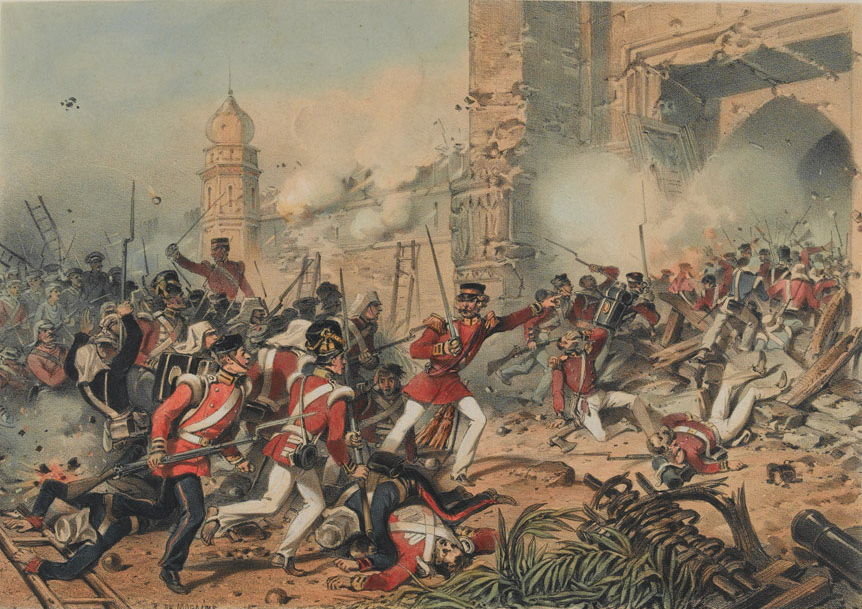
سقوط دلهي 1857.

استغرق الأمر بعض الوقت لتشكيل القوات الأوروبية الموجودة في الهند لتصبح ميدانية، ولكن في نهاية الأمر غادر رتلين ميروت وشيملا. وتقدموا ببطء نحو دلهي، حيث قاتلوا وقتلوا وشنقوا العديد من الهنود على طول الطريق. وبعد شهرين من اندلاع التمرد الأول في ميروت، التقت القوتان بالقرب من كارنال. القوة المشتركة بما في ذلك وحدتين من جورخا يخدمان في جيش البنغال بموجب عقد من مملكة نيبال، قاتلت القوة الرئيسية للمتمردين في بادلي كي سراي وارجعتها إلى دلهي.
فأسست الشركة قاعدة لها على التلال الشمالية المطلة على دلهي وبدأ بحصار المدينة. استمر الحصار تقريبا من 1 يوليو إلى 21 سبتمبر، إلا أن التطويق اكتمل بصعوبة. فبالنسبة لجزء كبير من الحصار كانت قوات الشركة متفوقة عدديا، وإن يبدو في كثير من الأحيان أن قوات الشركة وليست دلهي هي التي كانت تحت الحصار، حيث يمكن للمتمردين الحصول على الموارد والتعزيزات بسهولة. لعدة أسابيع بدا من المحتمل أن المرض والإرهاق وغارات المتمردين المستمرة من داخل من دلهي ستجبر قوات الشركة على الانسحاب، إلا أنه قد تم قمع التمرد في البنجاب، مما سمح لرتل البنجاب المتكون من جنود بريطانيين وسيخ وباختون لمساعدة قوات الحصار في تلال دلهي في 14 أغسطس. وفي 30 أغسطس عرض المتمردون شروطًا رفضتها قوات الشركة.

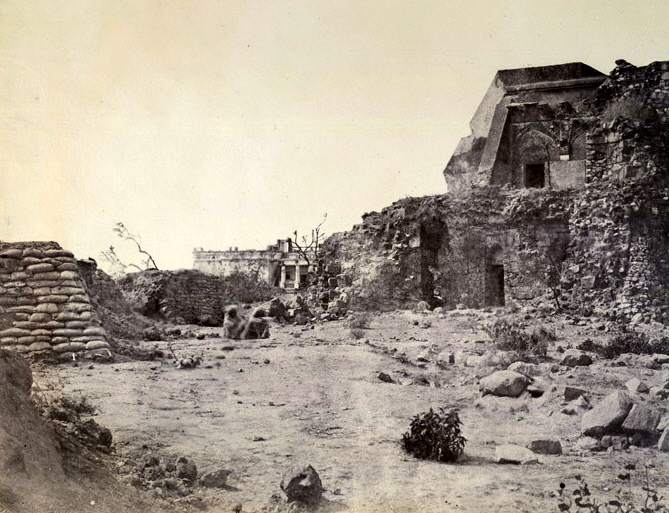
مرصد جانتار منتار في دلهي في 1858، متضررا من القتال.
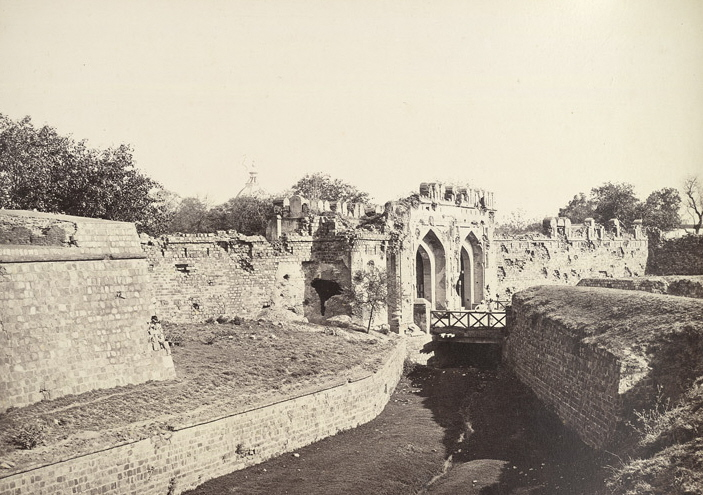
أضرار قذائف الهاون على بوابة كشمير في دلهي 1858.
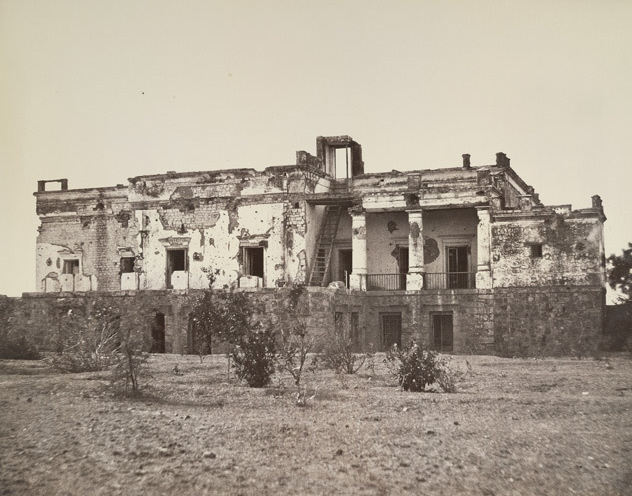
منزل هندو راو في دلهي مصابا بأضرار جسيمة من القتال، وهو الآن مستشفى.
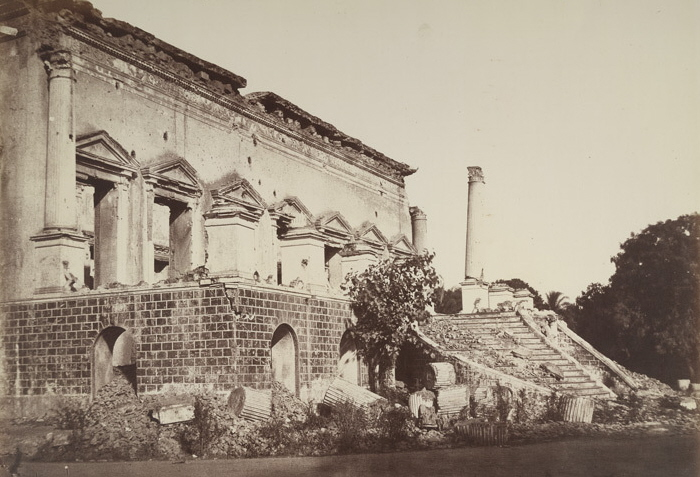
بنك دلهي بعد تعرضه لهجوم بقذائف الهاون والنيران.

وأخيرا انضمت قافلة الحصار المنتظرة بفارغ الصبر إلى القوة المحاصرة لدلهي. وفي 7 سبتمبر قصفت مدافع الحصار ثغرات الجدران وأسكتت مدفعية المتمردين:478. وجرت محاولة لاقتحام المدينة من خلال الثغرات وبوابة كشمير، حيث انطلقت يوم 14 سبتمبر:480. فنال المهاجمون موطئ قدم داخل المدينة إلا أنهم تعرضوا لخسائر فادحة، بمن فيهم جون نيكولسون الذي رغب في الانسحاب، لكن أقنعه الضباط الصغار بالتمسك بالثغرة. بعد أسبوع من القتال في الشوارع وصل البريطانيون إلى القلعة الحمراء. كان بهادر شاه ظفر قد فر بالفعل إلى ضريح همايون. فاستعاد البريطانيون المدينة.

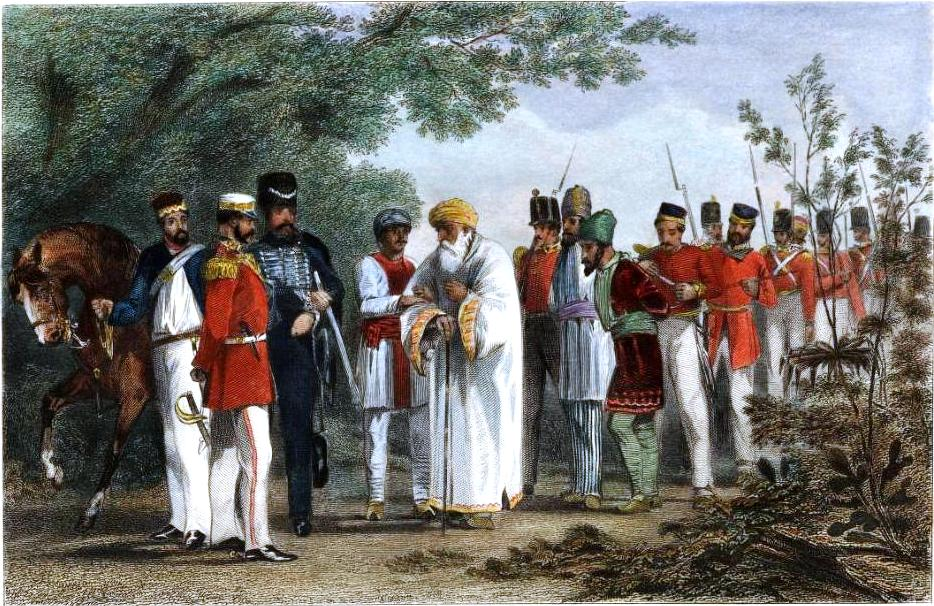
القبض على السلطان بهادر شاه ظفر وأبنائه في ضريح همايون في 20 سبتمبر 1857

شرعت القوات الغازية بسلب ونهب المدينة. قُتل عدد كبير من الأهالي ردا على مقتل الأوروبيين والمدنيين الهنود الذين ذبحهم المتمردون. وخلال اقتتال الشوارع وضعت المدفعية في المسجد الرئيسي للمدينة. حيث قصفت الأحياء الواقعة ضمن نطاقها؛ فدمرت منازل الأمراء المسلمين المحتوية على ثروات ثقافية وفنية وأدبية ونقدية لا حصر لها.
سرعان مااعتقل البريطانيون بهادر شاه، وفي اليوم التالي قام الضابط البريطاني وليام هودسون باستخدام سلطته الخاصة وأعدم ولدي السلطان وهما: ميرزا موغال وميرزا خزير سلطان وحفيده ميرزا أبو بكر بالرصاص في خونی دروازة (البوابة الدموية) بالقرب من بوابة دلهي. عند سماع الخبر كانت ردة فعل ظفر شاه الصمت بينما كانت زوجته زينات محل مقتنعة أن ابنها هو الآن وريث السلطان. وبعد وقت قصير من سقوط دلهي شكل المهاجمون المنتصرون رتلا لمساعدة قوات الشركة الأخرى التي تحاصر أغرا ، ثم ضغطوا على كانبور، حيث استعادوها بعد ذلك. وساعدت تلك الشركة بتأمين خط اتصال مستمر من الشرق إلى غرب الهند رغم أنه كان ضعيفًا.

### كاونبور (كانبور)

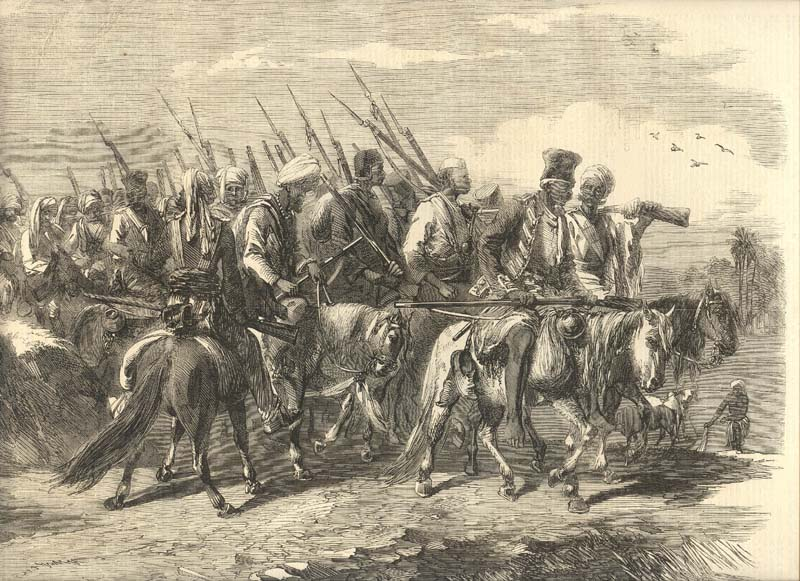
جنود تاتيا توب

تمرد جنود السيبوى الذين هم تحت قيادة الجنرال ويلر في كاونبور (الآن كانبور) في يونيو وحاصروا التخندق الأوروبي. لم يكن ويلر جنديًا مخضرمًا ومحترمًا فحسب، بل كان أيضا متزوجًا بإمرأة هندية من الطبقة العليا. لذا فقد اعتمد على مكانته الخاصة وعلاقاته الودية مع نانا صاحب لإحباط التمرد، فلم يتخذ تدابير جيدة لرفع التحصينات وتجهيز الإمداد والذخيرة أمام الحصار.
واجه المحاصرون ثلاثة أسابيع من الحصار بقليل من الماء والطعام، فمات الكثير من الرجال والنساء والأطفال. وفي 25 يونيو وافق البريطانيون بمؤونة بالكاد تكفيهم لثلاثة أيام على تقديم نانا صاحب ممر آمن إلى الله أباد بشرط أن يحتفظوا بأسلحتهم الشخصية وأن يكون الإخلاء نهار يوم السابع والعشرين (أراد نانا صاحب إخلائهم ليلة 26). فخرج الأوروبيون صباح يوم 27 يونيو تاركين التحصين وشقوا طريقهم نحو النهر حيث بانتظارهم القوارب التي وفرها نانا صاحب لنقلهم إلى الله أباد. وفي اثناء الإجلاء قام المتمردون بسحب العديد من جنود السيبوى الموالين للشركة وقتلهم. وبدا أن بعض الضباط البريطانيين الجرحى ممن تخلف عن الركب قد تعرض أيضا للاختطاف والقتل من السيبوى الغاضبين. ومع وصول العدد الأكبر من الأوربيين إلى المرسى المحاط بالسيبوى المتمركزين على ضفتي نهر الجانج بحيث أضحوا أهداف واضحة، اندلع إطلاق الرصاص وترك أصحاب القوارب قواربهم، فاشتعلت النار فيها باستخدام جمار الفحم الأحمر. فحاول الإنجليز الهرب بالقوارب ولكن علقت جميعها باستثناء ثلاثة منها. وقد تمكن قارب في البداية من الهروب حاملا أكثر من عشرة جرحى ولكنه أغرق بعدها على أيدي المتمردين. وبعد توقف الرمي اتجه سلاح الفرسان المتمرد نحو النهر للقضاء على أي ناجين من المذبحة. وبعدها قبض على الناجين وقتل الرجال. وبعد انتهاء المذبحة كان معظم الذكور من الأوربيون قد قتل بينما نقل ممن نجا النساء والأطفال حيث احتُجزوا ليُقتلوا لاحقًا في مذبحة بيبييجار. لم ينج من تلك المذبحة سوى أربعة رجال فقط على أحد القوارب: جنديان خاصان وملازم والكابتن موبراي طومسون الذي كتب سرداً مباشراً عن تجربته تلك تحت عنوان قصة كاونبور (لندن، 1859).
وقد نفى تاتيا توب وجود أي مخطط لتلك المذبحة خلال محاكمته، حيث وصف الحادث كالتالي: صعد الأوروبيون القوارب المخصصة لهم، فرفع تاتيا توب يده اليمنى للإشارة إلى رحيلهم. في تلك اللحظة أطلق شخص ما من الحشد بوقًا عاليًا مما خلق جوا من الارتباك والاضطراب، فقفز البحارة من قواربهم. وبدأ المتمردون برمي الرصاص رميا عشوائيا. فوصلت الأنباء إلى نانا صاحب الذي كان مقيما في سافادا كوتي (بنغلو) المجاورة، فجاء على الفور لإيقافه. وذكر بعض المؤرخين البريطانيين أنه ربما كان نتيجة حادث أو خطأ؛ أطلق شخص ما النار بطريق الخطأ أو متعمدا، وقد رد الجنود البريطانيون المذعورين على النار، مما جعل من المستحيل وقف المذبحة.
نقل الناجون من النساء والأطفال إلى نانا صاحب، حيث احتجزوا أولاً في سافادا كوتي ومن ثم في منزل كاتب القاضي المحلي (Bibighar وتعني نزل النساء) حيث انضم إليهم لاجئون من فتح جره. وبالعموم تم احتجاز خمسة رجال ومائتين وست نساء وأطفال في نزل النساء لأسبوعين. وقد أخرج في أسبوع واحد 25 شخصًا ميتا بسبب الزحار والكوليرا. وفي تلك الفترة تمكنت قوة إغاثة تابعة للشركة من التقدم نحو الله أباد بعد أن هزمت المتمردين، وبحلول 15 يوليو أضحى جليا أن نانا صاحب لن يتمكن من الاحتفاظ بكاونبور، فاتخذ هو ومعه زعماء التمرد قرارا بقتل الرهائن. ولكن رفض المتمردين السيبوي تنفيذ هذا الأمر، فذهب جزاران مسلمان واثنين من الفلاحين الهندوس وواحد من حراس نانا الشخصيين إلى نزل النساء (Bibighar) مسلحين بالسواطير والبلطات فقاموا بقتل النساء والأطفال. فامتلئت الجدران والأرضيات بالدماء وبقايا أطراف بشرية. فألقيت جثث الموتى ومن ينازع الموت في بئر قريبة يبلغ عمقها 50 قدم (15 م)، وبعد امتلائها إلى علو 6 قدم (1.8 م) فوق البئر ألقيت بقية الجثث في نهر الغانج.
أرجع المؤرخون هذا الفعل القاسي إلى العديد من الأسباب. ومنها اعتقاد المتمردين أن قوات الشركة لن تتقدم من كاونبور إذا لم يكن هناك رهائن لإنقاذهم، لذا فقد صدرت الأوامر بقتلهم. وفسر مؤرخون آخرون أن عمليات القتل كانت محاولة لتقويض علاقة نانا صاحب مع البريطانيين. وربما كان ذلك بسبب الخوف، الخوف من ان يتعرف عليهم بعض السجناء لمشاركتهم في أعمال القتل.

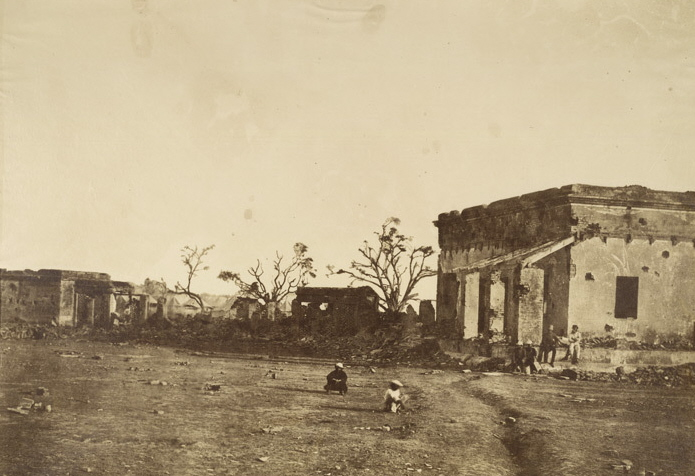
صورة تحمل عنوان "مستشفى في تحصين جنرال ويلر، كاونبور". (1858) وتلقى المستشفى أول خسارة كبيرة في أرواح الأوروبيين في كاونبور
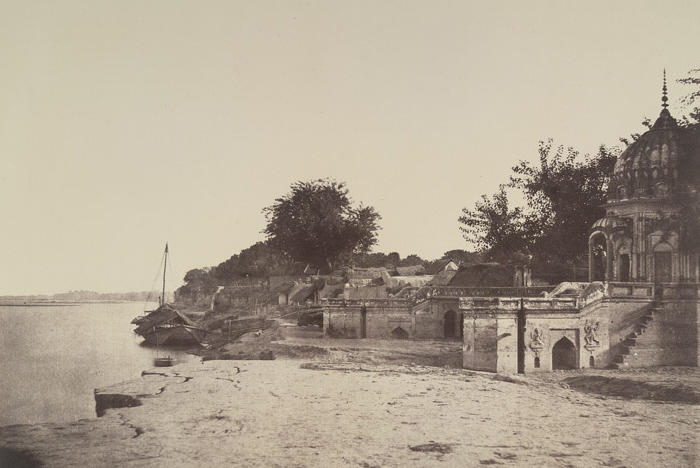
1858 صورة لساتي تشورا غات على ضفاف نهر الجانج، حيث فقد الكثير من الرجال البريطانيين حياتهم في 27 يونيو 1857، واحتجز المتمردين النساء والأطفال.
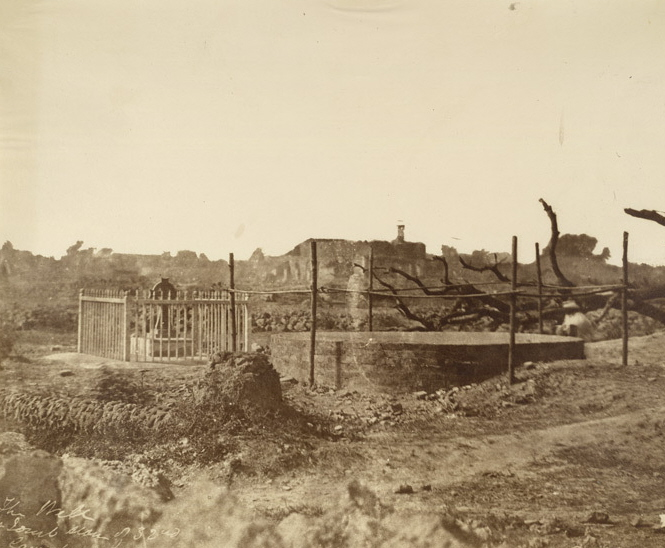
نزل النساء Bibigarh حيث قتلت النساء والأطفال الإنجليز والبئر الذي ألقيت به جثثهم، 1858.
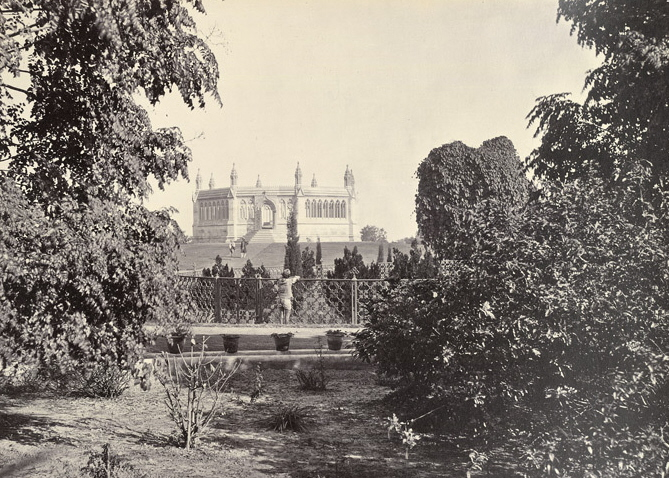
موقع بئر بيبيغار حيث تم بناء نصب تذكاري. صامويل بورن، 1860.

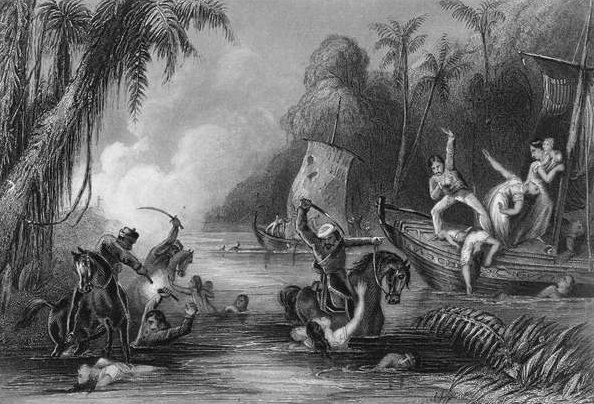
صورة معاصرة للمذبحة في ساتيتشورا غات

أدى قتل النساء والأطفال إلى تصلب الموقف البريطاني ضد متمردي السيبوي. كان الرأي العام البريطاني في حالة ذهول، حيث فقد معارضو الإمبريالية والمؤيدين للهند كل الدعم. أصبحت كاونبور نداء حرب للبريطانيين وحلفائهم إلى نهاية الصراع. اختفى نانا صاحب عند انتهاء التمرد ولم يكن معروفا ماذا حدث له.
أشارت روايات بريطانية أخرى إلى أن التدابير العقابية العشوائية قد اتخذت في أوائل يونيو قبل أسبوعين من مقتلة بيبيغار (ووقعت بعد مقتلة ميروت ودلهي)، وبالذات من المقدم جيمس جورج سميث نيل القائد في الله أباد لرماة مدراس أثناء تحركه نحو كاونبور. ففي بلدة فتح بور القريبة، هاجم الأهالي وقتلوا السكان الأوروبيين المحليين. وبسبب ذلك أمر نيل بإحراق جميع القرى الواقعة بجانب طريق Grand Trunk Road وقتل سكانها بالشنق. كانت أساليب نيل «قاسية ورهيبة» ورغبة في ترهيب السكان، لكنها تسببت باندلاع تمردات سيبوي ومجتمعات قرى كانت محايدة في السابق.
قُتل نيل في معركة في لكناو في 26 سبتمبر، ولكن لم يعط له أي قيمة اعتبارية على الإطلاق بسبب إجراءاته العقابية، على الرغم من أن المصادر البريطانية المعاصرة كرمته هو و«قبعاته الزرقاء الشجاعة». وعندما استعاد البريطانيون كاونبور، أخذ الجنود سجناءهم إلى بيبيغار وأجبروهم على لعق بقع الدماء من الجدران والأرضيات. ثم شنقوا أو «فجروا من المدفع»، وهو عقاب مغولي تقليدي على التمرد، ومعظم السجناء كان من السيبوي. على الرغم من أن البعض ادعى أن متمردي السيبوي لم يشاركوا فعليًا في عمليات القتل بأنفسهم إلا أنهم لم يتحركوا لإيقافها، وقد أقر بذلك الكابتن طومسون بعد مغادرة البريطانيين كاونبور في المرة الثانية.

### لكناو

الجزء الداخلي من اسكندر باغ بعد عدة أشهر من الاجتياح خلال الإغاثة الثانية للكناو. بريشة فيليس بيتو 1858.

بعد فترة وجيزة من اندلاع الأحداث في ميروت، اندلع تمرد آخر في ولاية أوده (حاليا في ولاية أوتار براديش)، والتي بالكاد اكملت عام على ضمها. وكان لدى المفوض البريطاني المقيم في لكناو السير هنري لورانس ما يكفي من الوقت لتعزيز موقعه داخل مجمع الإقامة. فعدد المدافعين بما فيهم السيبوي الموالين حوالي 1700 رجل. وعندما فشلت هجمات المتمردين، بدأوا في إطلاق وابل من نيران المدفعية على المجمع. كان لورنس واحدًا من أوائل الضحايا، فخلفه جون إردلي إنجليس. حاول المتمردون اختراق الجدران بالمتفجرات وتجاوزها عبر الأنفاق التي أدت إلى التحام مباشر تحت الأرض:486. وبعد 90 يومًا من الحصار قل عدد المدافعين إلى 300 من السيبوي الموالين و 350 جنديًا بريطانيًا و 550 من غير المقاتلين.
في 25 سبتمبر تمكن رتل إغاثة بقيادة السير هنري هافلوك يرافقه السير جيمس أوترام (الذي كان نظرياً رئيسه) من شق طريقه من كاونبور إلى لكناو في حملة قصيرة، وتمكن الرتل الصغير عددياً من هزيمة قوات المتمردين في سلسلة من معارك كبيرة. وعرفت باسم «أول حملة إغاثة إلى لكناو»، لم يكن جنود الرتل بالقوة لكسر الحصار أو انقاذ أنفسهم، فأجبروا على الانضمام إلى الحامية. وأخيرا في أكتوبر تمكنت قوة عسكرية أكبر بقيادة السير كولين كامبل القائد الأعلى الجديد من تخليص الحامية، فقاموا في 18 نوفمبر بإجلاء الجيب المدافع داخل المدينة. فغادرت النساء والأطفال أولاً، ثم قاموا بانسحاب منظم، أولاً نحو علم باغ على بعد 4 ميل (6.4 كـم) شمالًا حيث تم ترك قوة قوامها 4000 شخص لبناء حصن، ثم إلى كاونبور، حيث هزموا تانتيا توب في محاولته لاستعادة المدينة في معركة كاونبور الثانية.
وفي مارس 1858 تقدم كامبل مرة أخرى إلى لكناو بجيش كبير، فالتقى بقواته في علم باغ، وسعى في تلك المرة إلى قمع التمرد في أوده. وساعدته في مهمته فرقة نيبالية كبيرة أتت من الشمال بقيادة جونغ بهادر رنا. قاد شقيقه الأصغر الجنرال دير شمشير رنا تلك القوة في أجزاء مختلفة من الهند بما في ذلك لكناو وفاراناسي وباتنا. كان تقدم كامبل بطيئًا وممنهجا، حيث عبرت قوة بقيادة الجنرال أوترام النهر على جسر من البراميل الخشبية في 4 مارس لتمكينهم من إطلاق المدفعية في الجناح. دفع كامبل جيش المتمردين الكبير وغير المنظم في لكناو إلى القتال الأخير الذي وقع في 21 مارس:491. كان عدد قتلى قوات كامبل الخاصة قليل، ولكن حركاته الحذرة سمحت لأعداد كبيرة من المتمردين بالانتشار في أوده. فاضطر لقضاء الصيف والخريف في التعامل مع جيوب المقاومة المتناثرة بينما مات رجاله بسبب الحر والمرض وحرب العصابات.

### جانسي

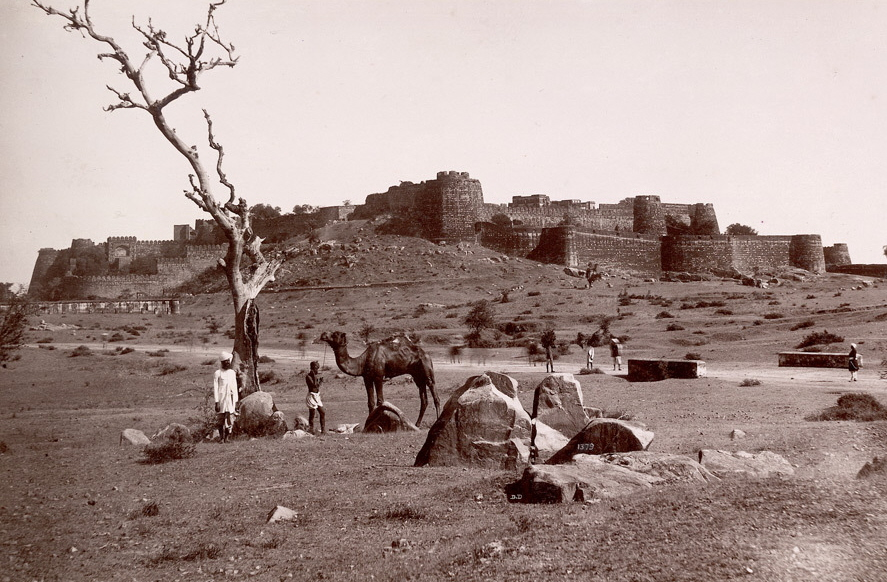
قلعة جانسي، الذي سيطرت عليه قوات المتمردين ودافعت عنه بعد ذلك راني لاكشميباي ضد الاستيلاء البريطاني.

كانت ولاية جانسي ولاية أميرية تحت حكم مارثا في بنديل كهند. وعندما توفي راجا جانسي سنة 1853 لم يخلف وريث ذكر من صلبه، فضمها حاكم الهند العام إلى الراج بموجب مبدأ الانقضاء. احتجت أرملته راني لاكشميباي من حرمانها من حقوق ابنهما بالتبني. عندما اندلعت الحرب، أصبحت لاكشميباي مركزًا للتمرد. لجأت مجموعة صغيرة من مسؤولي الشركة وعائلاتهم إلى قلعة جانسي، وتفاوضت راني على إخلائهم. ولكن عند مغادرتهم القلعة، قام المتمردون بذبحهم حيث ادعت راني بعدم سيطرتها عليهم. ويشتبه الأوروبيون بتواطؤ راني في ذلك، رغم إنكارها المتكرر.
بحلول نهاية يونيو 1857 كانت الشركة قد فقدت السيطرة على جزء من بنديل كهند وشرق راجستان. قامت وحدات جيش البنغال في المنطقة بعد تمردها بحملة للمشاركة في المعارك التي دارت بين دلهي وكونبور. بدأت العديد من الدول الأميرية التي تشكلت هذه المنطقة بالقتال فيما بينها. وقد تمكنت راني في سبتمبر وأكتوبر 1857 من قيادة الدفاع الناجح عن جانسي ضد غزو جيوش راجات ولايات داتيا وأورجها المجاورة.
وفي 3 فبراير كسر هيو روز حصار ساغور بعد 3 أشهر. حيث رحب به آلاف القرويين المحليين بأنه حررهم من احتلال المتمردين.
وفي مارس 1858 تقدمت القوة الميدانية المركزية للهند بقيادة السير هيو روز وفرضت حصارًا على جانسي. استولت قوات الشركة على المدينة وفرت راني متنكرة. وفي الأول من يونيو عام 1858 استولت راني لاكشميباي ومعها مجموعة من متمردي مارثا على قلعة مدينة قاليور من الحكام شنديا الذين كانوا حلفاء بريطانيين. ربما يكون هذا قد أعاد تنشيط التمرد، لكن القوة الميدانية في الهند الوسطى تقدمت بسرعة كبيرة إلى المدينة. توفيت راني في 17 يونيو، وهو اليوم الثاني من معركة قاليور، وربما قُتِلت برصاص فرقة فرسان الأيرلندية الملكية الثامنة وفقًا لرواية ثلاثة ممثلين هنود مستقلين. استعادت قوات الشركة قاليور خلال الأيام الثلاثة التالية.

#### إندور
تجاهل العقيد هنري ماريون دوراند الضابط بالشركة والمقيم آنذاك في إندور أي إمكانية للانتفاضة في المدينة. إلا أن جنودا من جيش هولكار قاموا في 1 يوليو بالثورة وفتحوا النار على مرابط الفرسان من فرقة بوبال (قوة محلية أنشأها ضباط بريطانيين). عندما تقدم العقيد ترافرز للهجوم، رفض فرسان بوبال أوامره. ثم تبعهم مشاة بوبال برفض الأوامر، وفوق ذلك قاموا بتسليح أسلحتهم ضد الرقباء والضباط الأوروبيين. نظرًا لأن لعدم إمكانية تجهيز رادع فعال أمام المتمردين، فقد قرر دوراند جمع كل السكان الأوروبيين والهروب، على الرغم من مقتل 39 منهم في إندور.

### بيهار
كان مركز التمرد الأساسي في بيهار في المناطق الغربية من الولاية؛ وتفشى السلب والنهب في منطقة جايا. وكان كونوار سينغ أحد شخصياتها المهمة، راجبوت زامندار جاغديسبور البالغ من العمر 80 عامًا والذي كان ممتلكاته في طور الاستيلاء من قبل مجلس الإيرادات، فحرض على التمرد وتولى قيادتها في بيهار. وكان شقيقه بابو عمار سينغ يدعم جهوده ومعه قائد جيشه هاري كريشنا سينغ.
في 25 يوليو اندلع تمرد في حاميات دانابور. حيث تحرك المتمردون من جنود أفواج السابع والثامن والاربعين من مشاة جيش البنغال الهنود بسرعة نحو مدينة آرا وانضم إليهم كونوار سينغ ورجاله. فقام السيد بويل وهو مهندس بريطاني في سكك حديد آرا، بإعداد بناء خارجي على ممتلكاته للدفاع ضد مثل هذه الهجمات. ومع اقتراب المتمردين من آرا لجأ جميع السكان الأوروبيين إلى منزل السيد بويل. وسرعان ماأعقب ذلك حصار المكان، فقام ثمانية عشر مدنًا مدنيًا و50 من أفراد الشرطة الموالين لكتيبة الشرطة العسكرية البنغال بقيادة هيروالد ويك الحاكم المحلي بالدفاع عن المنزل ضد نيران المدفعية والمسكيت لحوالي 2000 إلى 3000 من المتمردين والثوار.
وفي 29 يوليو قدم 400 رجل من دانابور لتخفيف حصار آرا، لكن المتمردين هاجموا تلك القوة على بعد حوالي ميل واحد من منزل المحاصر، فانكسرت تلك القوة بشدة وعادت أدراجها. ثم وصل الرائد فنسنت آير في 30 يوليو الذي كان يصعد النهر مع قواته وأسلحتهم نحو بوكسار وسمع عن الحصار. قام فورًا بتجهيز قواته مع بنادقهم وبدأ مسيره باتجاه آرا، متجاهلاً الأوامر المباشرة بعدم القيام بذلك. في 2 أغسطس على بعد حوالي 6 ميل (9.7 كـم) من آرا تعرض لكمين نصبه المتمردون. إلا أنه بعد قتال عنيف تمكنت قواته من صد الكمين واقتحمت مواقع المتمردين. وفي 3 أغسطس وصل الرائد آير ورجاله إلى المنزل المحاصر وانهوا الحصار.
ثم تابع الرائد آير بعد تلقيه التعزيزات مسيره نحو قصر كونوار سينغ في جاغديسبور؛ وقد غادر سينغ القصر قبل وصول قوات آير إليه. فشرع آير في تدمير القصر ومنازل إخوته.
كانت هناك أيضًا تمردات أخرى بالإضافة إلى ثورة كونوار سينغ. حيث قام بها حسين بخش خان وغلام علي خان وفتح سينغ وغيرهم في مقاطعات جايا ونوادا وجيهان آباد.
في منطقة لوهاردجا جنوب بيهار (الآن في جهارخاند)، تمرد كبير بقيادة ثاكور فيشواناث شاهديو الذي كان جزءًا من أسرة ناغافانشي. كان الدافع وراءه هو الخلافات التي كانت بينه وبين قبائل كول المسيحية التي استولت على أرضه ومدعومة ضمنيًا من السلطات البريطانية. طلب منه المتمردون في جنوب بيهار أن يقودهم وقبل هذا العرض بسهولة. قام بتنظيم موكتي فاهيني (جيش الشعب) بمساعدة الزامندارات القريبين منه مثل باندي جانبات راي ونادر علي خان.

### مناطق أخرى

#### البنجاب

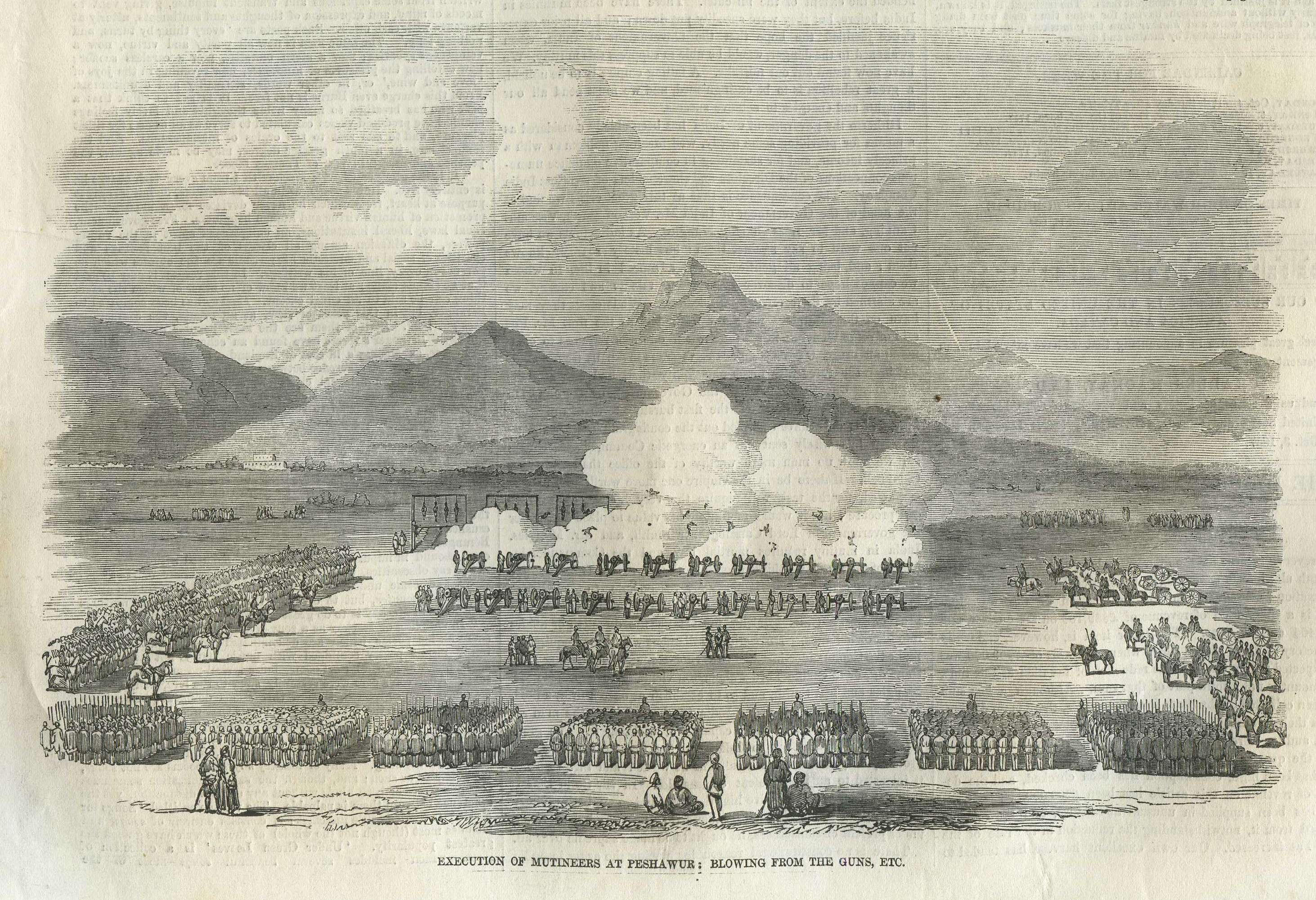
إعدام المتمردين في بيشاور

تنظيم البريطانيون للبنجاب كان تقسيمًا إداريًا كبيرًا للغاية، تمحور حول لاهور. ولم يشمل ذلك مناطق البنجاب الهندية والباكستانية الحالية فحسب بل ضم أيضًا مناطق الحدود الشمالية الغربية المتاخمة لأفغانستان.
كانت معظم تلك المنطقة هي إمبراطورية السيخ التي حكمها رانجيت سينغ حتى وفاته سنة 1839. ثم سقطت المملكة في دوامة الفوضى، مع تنافس فصائل رجال البلاط وجيش خالصا (جيش السيخ) على السلطة في لاهور دوربار (البلاط). بعد حربين أنجلو-سيخ، تم ضم المنطقة بأكملها لحكم شركة الهند الشرقية سنة 1849. فكانت حتى سنة 1857 تضم أكبر عدد من القوات الأوروبية والهندية.
لم يكن سكان البنجاب متعاطفين مع جنود السيبوي كما هم في أماكن أخرى من الهند، الأمر الذي حصر العديد من تمردات أفواج السيبوي في البنجاب بانتفاضات معزولة عن بعضها البعض. ففي بعض الحاميات ولا سيما فيروزبور سمح ارتباك كبار الضباط الأوروبيين للجنود السيبوي بالتمرد، ولكنهم غادروا المنطقة بعد ذلك حيث توجه معظمهم نحو دلهي. وفي حامية بيشاور القريبة من الحدود الأفغانية وهي أهم الحامية، تجاهل العديد من الضباط الصغار قائدهم الاسمي الجنرال ريد واتخذوا إجراءً حاسماً، حيث اعترضوا بريد السيبوي وبالتالي منعوا تنسيق الانتفاضة وشكلوا قوة تعرف باسم «رتل البنجاب المتحرك» للتنقل بسرعة لقمع أي ثورة عند وقوعها. عندما أصبح واضحًا من المراسلات التي تم اعتراضها أن بعض الجنود في بيشاور كانوا على وشك التمرد، فقام فوجي المشاة البريطانيين في الكانتون المدعومين بالمدفعية في 22 مايو بنزع سلاح أفواج المشاة الأربعة البنغال الهنود الساخطين. هذا الفعل الحاسم دفع العديد من زعماء القبائل المحلية بالتوجه نحو البريطانيين.

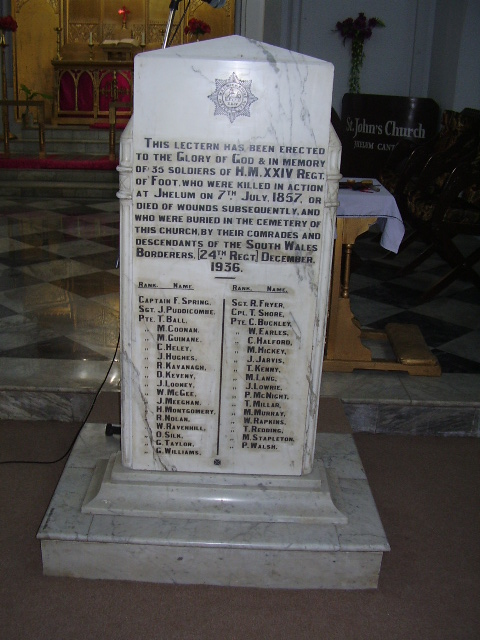
منضدة للقراءة من رخام في ذكرى 35 جنديًا بريطانيًا قتلوا في جيلوم

دار في مدينة جيلوم البنجابية تمردًا من السيبوي المحلية ضد البريطانيين. فقد قتل 35 جنديًا بريطانيًا على أيدي المتمردين في 7 يوليو 1857. للاحتفال بهذا الحدث، بنيت كنيسة القديس يوحنا جيلوم ونحتت أسماء هؤلاء الجنود البريطانيين على منضد رخامي موجود في تلك الكنيسة.
أما الانتفاضة العسكرية الكبيرة فقد جرت في البنجاب يوم 9 يوليو، عندما تمرد معظم لواء من الجنود سيبو في سيالكوت وبدأوا بالتحرك نحو دلهي. ولكن اعترضهتم قوة بريطانية بقيادة جون نيكولسون أثناء محاولتهم عبور نهر رافي. فحاول المتمرون لعدة ساعات من القتال عبور النهر دون جدوى. وعندما أرادوا العودة عبر النهر أصبحوا محاصرين في جزيرة. بعد ثلاثة أيام كان قد قتل 1100 من المتمردين.
كان البريطانيون قبل الاضطرابات الأولى بين وحدات البنغال يجندون وحدات غير نظامية من السيخ والبشتون، وازداد عدد تلك الوحدات بقوة خلال التمرد، حيث جندت 34000 عنصر جديد.
في إحدى المراحل ولمواجهة الحاجة إلى إرسال قوات لتعزيز محاصري دلهي، اقترح مفوض البنجاب (السير جون لورانس) تسليم بيشاور المطلوبة إلى دوست محمد خان الأفغاني مقابل معاهدة صداقة. وقد تروع العملاء البريطانيون في بيشاور والمناطق المجاورة. في إشارة إلى مذبحة الجيش البريطاني المتراجع في 1842. فكتب هربرت إدواردز:"دوست محمد لن يكون أفغانيًا مميتًا ... إذا افترض أن أيامنا في الهند قد ولت وطاردنا كعدو. فلا يمكن للأوروبيين التراجع - فستأتي كابول مرة ثانية." في حال استمر اللورد كانينج ممسكا ببيشاور، وظل دوست محمد الذي كانت علاقاته مع بريطانيا غامضة لأكثر من 20 عامًا محايدًا.
وفي سبتمبر 1858 قاد راي أحمد نواز خان خرَال زعيم قبيلة خُرُول تمردًا في منطقة نيلي بار بين أنهار ستلج ورافي وتشيناب. واستولى المتمردون على أدغال غوجايرا وحققوا بعض النجاحات الأولية ضد القوات البريطانية في المنطقة، حيث حاصروهم في تشيتشاوطني. فأرسل السير جون لورانس سرية من سلاح الفرسان البنجابية لرفع الحصار. فقُتل أحمد خان فعين المتمردين ماهر بهوال فاتيانا قائدًا جديدًا فاستمر في الانتفاضة لمدة ثلاثة أشهر حتى اخترقت القوات الحكومية الغابة وبعثرت رجال القبائل المتمردين.

#### البنغال وترايبورا
في سبتمبر 1857 سيطر السيبوي على خزينة الحكومة في شيتاجونج، وظلت تحت سيطرتهم لعدة أيام. واندلع تمرد يوم 18 نوفمبر في السرايا الثانية والثالثة والرابعة من فوج المشاة البنغال الـ 34، واقتحموا سجن شيتاجونج فاطلقوا سراح جميع السجناء. ولكن التمرد قد تم قمعه في نهاية المطاف على يد أفواج جوركا. انتشر التمرد أيضا إلى كلكتا وبعدها دكا عاصمة المغول السابقة في البنغال. واستيقظ الأهالي في منطقة لبغ ليلاً بسبب التمرد. تعاون السيبوي المتمردين مع السكان في جالبايغوري للسيطرة على معسكر المدينة. وفي يناير 1858 تلقى العديد من السببيين مأوى من العائلة المالكة لولاية هيل تيبورا الأميرية.
كانت المناطق الداخلية في البنغال نفسها عانت من مقاومة متزايدة لحكم الشركة بقيادة حركة الفرائضية المسلمة.

#### كجرات
في وسط وشمال ولاية كجرات تم دعم التمرد من قبل ملاك الأراضي جاكردار وتعلقدار وثاكور بدعم مسلح من مجتمعات بهيل وكولي وباتان والعرب، على عكس التمرد الذي قام به السيبوي في شمال الهند. كانت معارضتهم الرئيسية للبريطانيين بسبب لجنة إينام. شهدت جزيرة بيت دواركا إلى جانب منطقة أوكاماندال في شبه جزيرة كاثيوار التي كانت تحت حكم جايكواد لولاية بارودا تمردًا لطائفة الفاجير في يناير 1858 الذين سيطروا على تلك المنطقة في يوليو 1859. وفي أكتوبر من 1859 أطاح هجوم مشترك من البريطانيين وجايكواد وغيرهم من القوات الأميرية بالمتمردون وطردوهم واستولوا على المنطقة.

### الإمبراطورية البريطانية
اتخذت السلطات البريطانية في مستعمرات الإمبراطورية التي يسكنها هنود (سواءا سيبوي أو مدنيين) تدابير لتأمين أنفسهم ضد الانتفاضات مشابهة. ففي مستعمرات المضيق وترينيداد تم حظر مواكب عاشوراء السنوية للهوساي، واندلعت أعمال الشغب في المستوطنات العقابية في بورما والمستعمرات، وفي بينانغ كاد فقدان سلاح موسكيت أن يشعل أعمال شغب، وتم تعزيز الأمن خاصة في المواقع التي يقطنها مدنيين هنود.

## آثار الثورة

### أعداد القتلى والفظائع

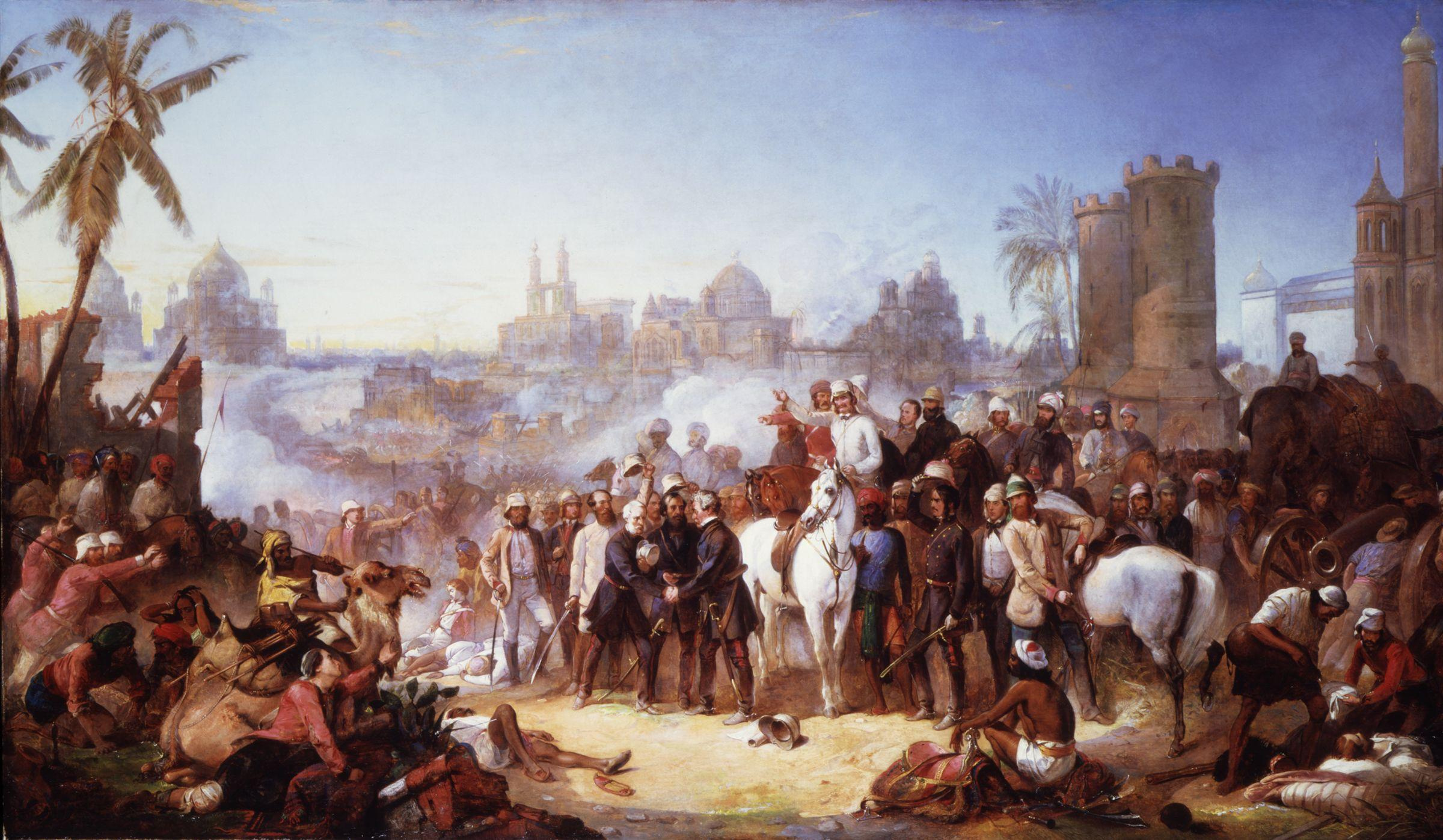
"تحرير لاكناو" بريشة توماس جونز باركر

ارتكب كلا الجانبين فظائع ضد الأهالي المدنيين.
أشارت التقديرات إلى أن عدد القتلى في أوده وحدها بلغ 150 ألف هندي خلال الثورة، منهم 100,000 مدني. فأعادت القوات البريطانية الإستيلاء على دلهي والله أباد وكانبور ولكنو بعد مجازر ضخمة.
وهناك فظاعة أخرى كبيرة ارتكبها الجنرال نيل الذي قتل الآلاف من المتمردين والمدنيين الذين اشتبه بدعمهم للتمرد.
قتل المتمردون من نساء البريطانيين وأطفالهم والجنود (بما في ذلك السيبوي الذين وقفوا مع البريطانيين) في كاونبور، وماذكرته الصحف البريطانية من تسلسل للأحداث أدى إلى غضب العديد من الجنود البريطانيين وسعيهم للانتقام. فقاموا باعدام المتمردين شنقا، واستخدموا الإعدام بالمدفع (وهي عقوبة مغولية قديمة أُعيد استخدامها قبل عدة سنوات من الثورة)، حيث يربط المتمردين المحكوم عليهم على فوهة المدفع وتقطيعه إلى أجزاء عند انظلاق المدفع. ومن بين الأعمال الوحشية التي ارتكبتها القوات البريطانية في كاونبور إجبار العديد من المتمردين المسلمين والهندوس على أكل لحم الخنزير أو اللحم البقري، وكذلك لعق المباني الملطخة بدماء القتلى قبل شنقهم.
تضمنت ممارسات التعذيب «الكي بالحديد الساخن ... الغمس في الآبار والأنهار حتى يصبح الضحية شبه مخنوق، وعصر الخصيتين، ووضع الفلفل الأحمر والتوابل الحارة في العيون أو إدخالهما في عورات الرجال والنساء، والمنع من من النوم، وخلع الأظافر، والتعليق على فروع الشجرة، والسجن في غرف تستخدم لتخزين الجير ...»
ارتكبوا أيضًا عنفًا جنسيًا ضد النساء الهنديات انتقاما من التمرد. فقاموا بعد استردادهم القرى والمدن من المتمردين السيبوي بقتل المدنيين الهنود وارتكاب الفظائع واغتصاب نساء الهنود. كما ذكر أحدهم في كتاباته:

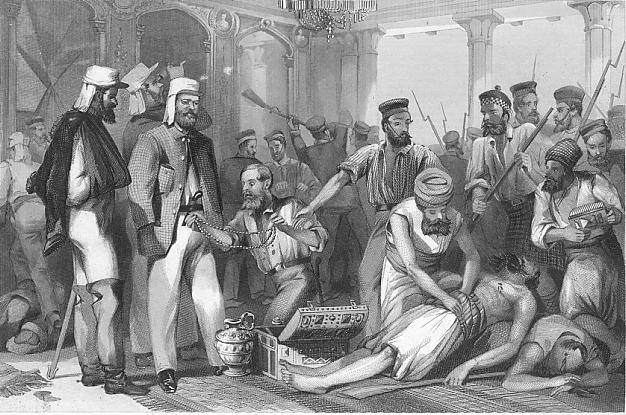
نهب الجنود البريطانيون قيصر باغ ولكناو بعد استعادتهما (أواخر 1850)

كانت معظم الصحف البريطانية غاضبة من قصص الاغتصاب المزعومة التي ارتكبها المتمردون ضد النساء البريطانيات، وكذلك قتل المدنيين البريطانيين والجنود الجرحى، فلم تؤيد الرأفة من أي نوع تجاه السكان الهنود. وقد أمر الحاكم العام اللورذ كاننيغ بالاعتدال في التعامل مع الأمور ذات  الحساسية مع الأهالي، فنال من الصحافة والجمهور البريطاني السخرية بلقب «بكاننيغ الرؤوف».
أما من حيث عدد الضحايا الهائل، فكانت خسائر الجانب الهندي أعلى بكثير. وقد نشرت رسالة في بومباي تلغراف بعد سقوط دلهي وتلقفتها الصحافة البريطانية شاهدة على حجم الخسائر الهندية:
مع نهاية 1857 بدأ البريطانيون في كسب الأرض مرة أخرى. فاسترجعوا لكناو في مارس 1858. وفي 8 يوليو 1858 تم توقيع معاهدة سلام وانتهى التمرد. هُزِم آخر متمردين في قاليور يوم 20 يونيو 1858. وبحلول 1859 انتهى أمر زعيمي التمرد بخت خان ونانا صاحب بمقتلهما أو فرارهما.

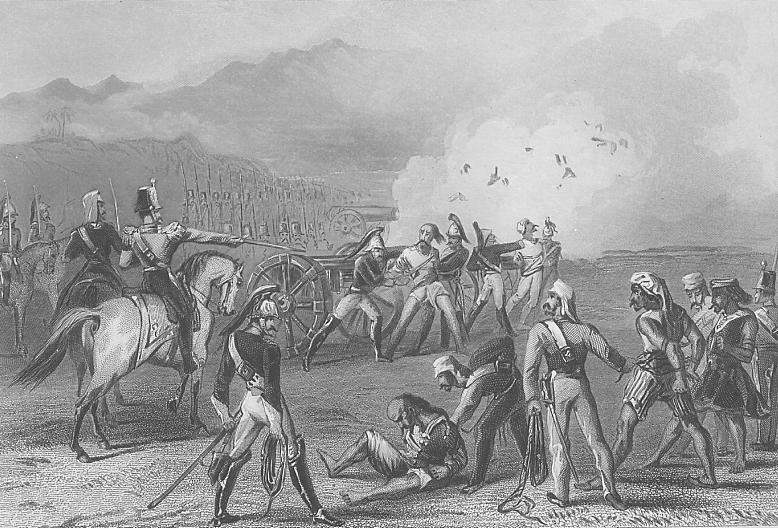
إعدام البريطانيين للمتمردين بالمدفع، 8 سبتمبر 1857.

وقد سجل إدوارد فيبارت الضابط ذو ال 19 عامًا الذي توفي والديه وإخوانه الصغار واثنان من أخواته في مذبحة كاونبور تجربته:
وتبنت بعض القوات البريطانية سياسة «لا أسرى». ويذكر أحد الضباط وهو توماس لوي كيف احتوت وحدته في إحدى المناسبات على 76 سجينًا -وكانوا متعبين جدًا من الاستمرار في القتل ويحتاجون إلى الراحة، وقد استدعي بعد ذلك. فبعد محاكمة سريعة اصطف السجناء بضع ياردات أمام الجند البريطانيين. وما أن صدر أمر «اطلاق النار»، حتى كانوا جميعًا قتلى وفي وقت واحد.
كانت آثار التمرد محور العمل الجديد باستخدام المصادر الهندية والدراسات السكانية. ففي كتابه (The Last Mughal) ذكر المؤرخ ويليام داريمبل التأثيرات على السكان المسلمين في دلهي بعد استعادة البريطانيين للمدينة. وقال أن السيطرة الفكرية والاقتصادية للمدينة تحولت من المسلمين إلى الهندوس لأن البريطانيين، في ذلك الوقت رأوا أن هناك يد إسلامية وراء التمرد.

### ردة الفعل في بريطانيا

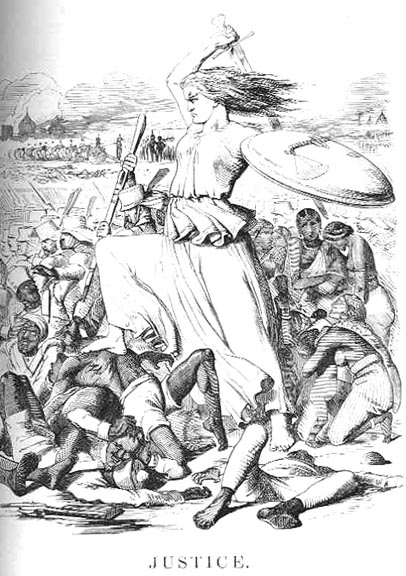
العدالة، بريشة السير جون تينييل في سبتمبر 1857 من مجلة بانش

كان حجم العقوبات التي ارتكبها «جيش القصاص» البريطاني مناسبًا إلى حد كبير وله ما يبرره عند الجمهور البريطاني الذي صُدم بالتقارير المزينة عن أعمال وحشية ارتكبها المتمردون ضد المدنيين البريطانيين والأوروبيين. ووصلت التقارير المتكررة في ذاك الوقت في كثير من الأحيان إلى «سجل مغرق وقطعي»، وفقًا لكريستوفر هربرت وخاصة في الادعاء المتكرر في كثير من الأحيان بأن «السنة الحمراء» ل 1857 كانت «كسر رهيب» للتجربة البريطانية. كان هذا هو الجو: «مزاج وطني للقمع واليأس» أدى إلى موافقة شبه شاملة للتدابير المتخذة لتهدئة الثورة.
وأذهلت الرأي العام البريطاني حوادث الاغتصاب التي زُعِم أن المتمردين الهنود ارتكبوها ضد النساء والفتيات الأوروبيات . واستخدمت تلك الفظائع في كثير من الأحيان لتبرير رد الفعل البريطاني على التمرد. فنشرت الصحف البريطانية [الإنجليزية] العديد من روايات شهود العيان حول اغتصاب النساء والفتيات الإنجليز. ونشرت صحيفة التايمز أحد هذه الروايات فيما يتعلق بحادث تم فيه اغتصاب 48 فتاة إنجليزية حتى سن العاشرة على أيدي المتمردين الهنود في دلهي. انتقد كارل ماركس هذه القصة باعتبارها دعاية كاذبة، وأشار إلى أن القصة كتبها رجل دين في بنغالور بعيدًا عن أحداث التمرد مع عدم وجود دليل يدعم ادعاءه. واستحوذت الحوادث الفردية على اهتمام الجمهور حيث كتبت الصحافة عنها بكثافة. كان أحد هذه الحوادث هو إجبار مارغريت ابنة الجنرال ويلر على العيش خليلة خاطفها، على الرغم من أن الجمهور الفيكتوري قد أحيط علما بأن مارغريت قتلت مغتصبها ثم انتحرت. تشير نسخة أخرى من القصة إلى أن مارغريت قد قُتلت بعد نقاش حاد بين مختطفها وزوجته عليها.
بعد انتهاء التمرد أجرت الشرطة البريطانية ومسؤولو المخابرات البريطانية سلسلة من التحقيقات الشاملة في تقارير تفيد بأن السجينات البريطانيات «تعرضن للإهانة» في بيبيغار وأماكن أخرى. فكانت إحدى تلك التحقيقات المفصلة قد توجهت لمكتب اللورد كانينج. كان الإجماع على أنه لايوجد دليل مقنع على ارتكاب مثل هذه الجرائم، على الرغم من أن كثرة أعداد النساء والأطفال الأوروبيين الذين قتلوا مباشرة.
أصبح مصطلح "Sepoy" أو "Sepoyism" مصطلحًا لإهانة القوميين، خاصةً في أيرلندا.

### إعادة تنظيم

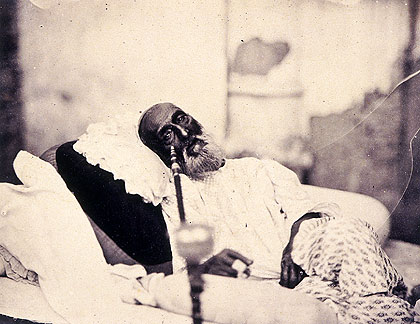
بهادور شاه ظفر (آخر سلاطين مغول الهند) في دلهي، في انتظار محاكمة البريطانيين له لدوره في الثورة. تصوير روبرت تايتلر وتشارلز شبرد، مايو 1858

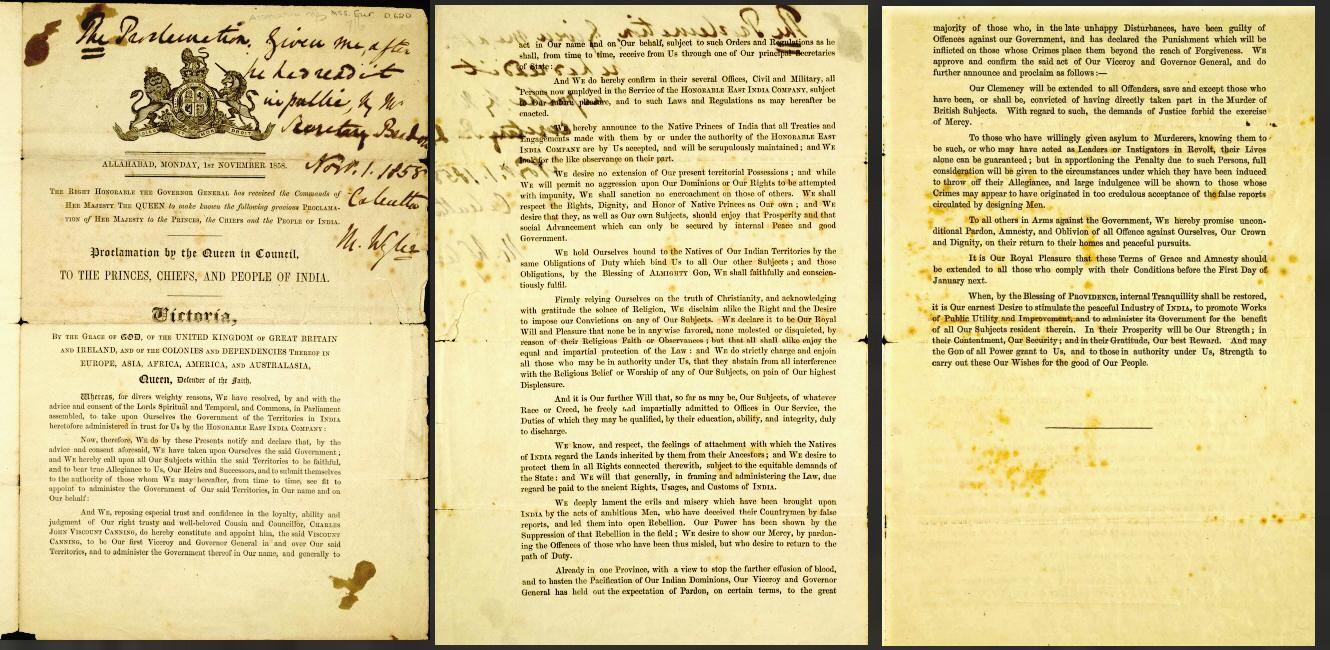
إعلان "الأمراء وزعماء وشعب الهند" الصادر عن الملكة فيكتوريا في 1 نوفمبر 1858. «إننا نلتزم لشعب الهند بأنه سيتمتع بنفس الحماية التي يتمتع بها جميع رعايا بريطانيا.» (ص 2)

قُبض على بهادور شاه في ضريح هومانيون، وحكمت عليه لجنة عسكرية تشكلت في دلهي بتهمة الخيانة، ونُفي إلى رانجون حيث توفي سنة 1862، وبه انقضت سلالة مغول الهند. وفي سنة 1877 نالت الملكة فيكتوريا على لقب إمبراطورة الهند بناءً على نصيحة رئيس الوزراء بينجامين دزرائيلي.
شهد التمرد نهاية حكم شركة الهند الشرقية في الهند. ففي أغسطس وبموجب قانون حكومة الهند لسنة 1858 أعلن عن حل الشركة رسميًا ونقل سلطاتها الحاكمة على الهند إلى التاج البريطاني. وأنشئت إدارة حكومية بريطانية جديدة، مكتب الهند للتعامل مع حوكمة الهند، وكُلف رئيسها وزير الدولة لشؤون الهند بصياغة سياسة الهند. حصل الحاكم العام للهند على لقب جديد وهو نائب الملك في الهند، ينفذ السياسات التي يضعها مكتب الهند. وخرجت بعض أراضي شركة الهند الشرقية السابقة مثل مستعمرات المضيق التي أضحت حكومات في حد ذاتها. شرعت الإدارة الاستعمارية البريطانية في برنامج للإصلاح، في محاولة لدمج الطبقات العليا والحكام الهنود في الحكومة وإلغاء محاولات التغريب. وأوقف نائب الملك الاستيلاء على الأراضي، وأصدر مرسومًا بالتسامح الديني وأدخل الهنود إلى الخدمة المدنية، وإن كانوا مرؤوسين بصورة أساسية.
بقيت بيروقراطية شركة الهند الشرقية القديمة كما هي، على الرغم من وجود تحول كبير في المواقف. وفي بحثها عن أسباب التمرد، قامت السلطات بإلقاء الضوء على أمرين: الدين والاقتصاد. ففي الدين كان هناك شعور بأن التدخل في التقاليد المحلية كان زائدا عن الحد، سواء الهندوسية أو الإسلامية. فيما يتعلق بالاقتصاد، يعتقد الآن أن المحاولات السابقة التي قامت بها الشركة لإدخال المنافسة في السوق الحرة قد قوضت هياكل السلطة التقليدية وروابط الولاء مما وضع الفلاحين تحت رحمة التجار ومقرضي الأموال. ونتيجة لذلك تم إنشاء الراج البريطاني الجديد في جزء منه حول أجندة المحافظة على التقاليد والتسلسل الهرمي.
على المستوى السياسي، هناك شعور بأن ضعف التواصل بين الحكام والمحكومين كان عاملاً هامًا في المساهمة بالانتفاضة. نتيجة لذلك انضم الهنود إلى الحكومة على المستوى المحلي. على الرغم من أن نطاقه كان محدودا، إلا أنه قد وضع سابقة حاسمة، وذلك مع إنشاء نخبة هندية جديدة من ذوي الياقات البيضاء يتم تحفيزهم بقوة من خلال افتتاح الجامعات في كلكتا وبومباي ومدراس، نتيجة لقانون الجامعات الهندية. لذلك إلى جانب قيم الهند التقليدية والقديمة، بدأت الطبقة الوسطى الاحترافية الجديدة في الظهور، ولا تلتزم بأي حال من الأحوال بقيم الماضي. وكان أعلان  الملكة فيكتوريا الصادر في نوفمبر 1858 قد حفز تلك الطموحات، والذي جاء فيه صراحةً: «إننا نلتزم لشعب الهند بأنه سيتمتع بنفس الحماية التي يتمتع بها جميع رعايا بريطانيا ... إنها إرادتنا كذلك ... أن يتم قبول أشخاصنا بغض النظر عن العرق أو العقيدة، بحرية ونزاهة في المكاتب التي تعمل في خدمتنا، وقد تكون عملهم مؤهل من خلال تعليمهم وقدرتهم ونزاهتهم وأداء واجباتهم على النحو الممكن».
بناءً على هذه المشاعر قام اللورد ريبون نائب الملك في الفترة من عام 1880 إلى عام 1885 بتوسيع صلاحيات الحكم الذاتي المحلي وسعى إلى إزالة الممارسات العنصرية في المحاكم القانونية بواسطة مشروع قانون إيلبرت. لكن تلك السياسة الليبرالية والتقدمية كانت لديها رجعية وتخلف في نفس الوقت، مما خلقت نخب جديدة ومؤكدة للمواقف القديمة. لم يكن لمشروع قانون إيلبرت إلا التسبب في تمرد أبيض ونهاية احتمال المساواة الكاملة أمام القانون. في عام 1886 تم اتخاذ تدابير لتقييد دخول الهنود في الخدمة المدنية.

### إعادة التنظيم العسكري

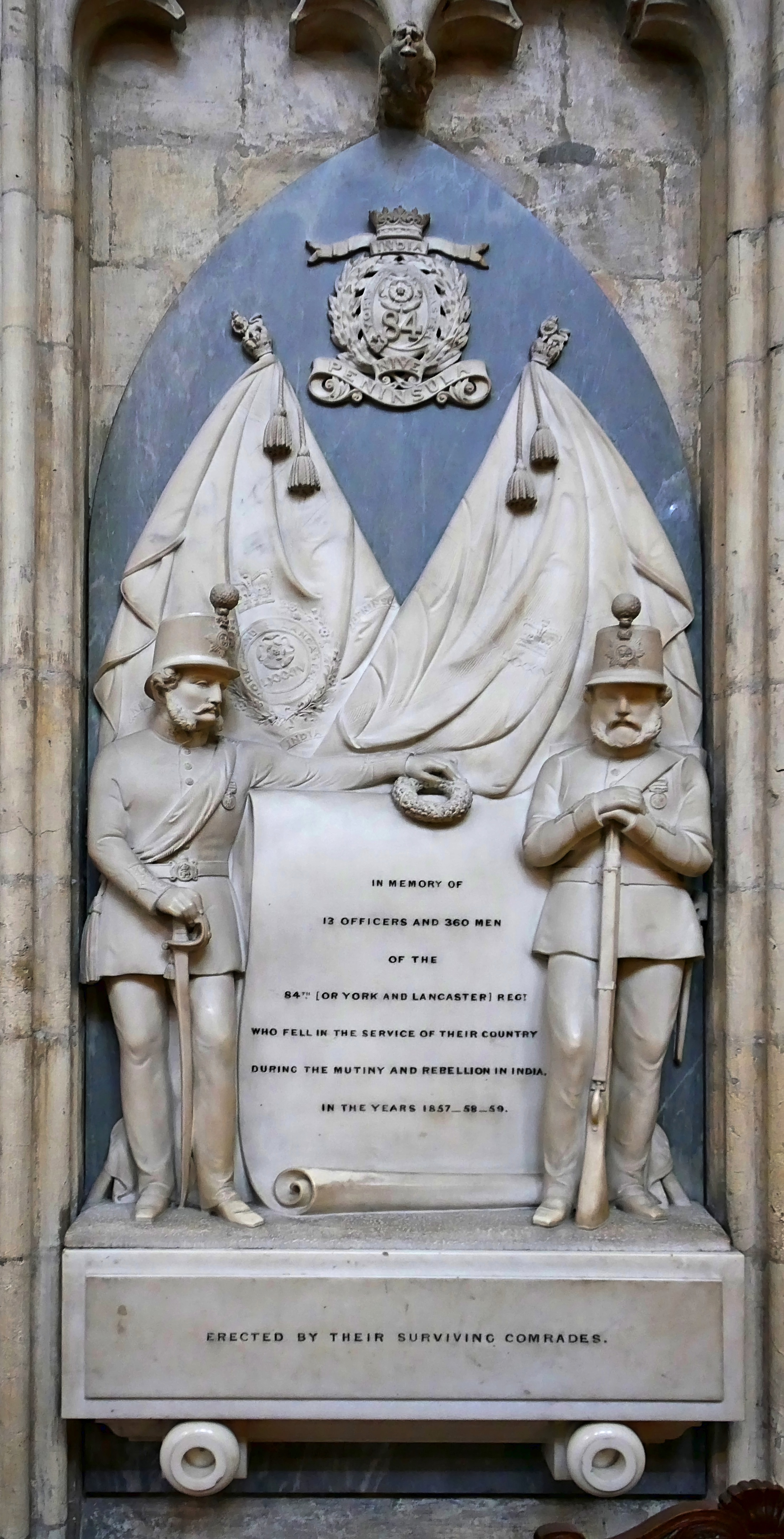
نصب تذكاري داخل كاتدرائية يورك.

هيمن جيش البنغال على الجيش الهندي قبل سنة 1857، ولكن نتيجة للتمرد تقلص حجم الفرقة البنغالية في الجيش. وتقلص أيضا وجود البراهمين في تلك الفرقة بسبب دورهم الأساسي في التمرد. بحث البريطانيون عن تجنيد أكثر من البنجاب لصالح جيش البنغال نتيجة الاستياء الواضح الذي أدى إلى نزاع سيبوي.
غير التمرد أوضاع كلا من جيشي الهندي والأوروبي في الهند البريطانية. فمن بين 74 من أفواج مشاة البنغال الأصلية المنتظمة الموجودة حتى بداية 1857، خرج عنه اثني عشر  فوجا سواءا بالتمرد أو الانفصال. وكذلك خرجت جميع الأفواج العشرة لسلاح الفرسان البنغال الخفيفة. وبناءً على ذلك اختفى جيش البنغال القديم تقريبًا من النظام العسكري. فاستبدلت تلك القوات بتجنيد وحدات جديدة من طوائف لم يستخدمها البريطانيون من قبل، ومن أقليات أسموها ب«العرقيات المقاتلة» مثل السيخ والجوركا.
تمت معالجة أوجه القصور في المنظمة العسكرية القديمة، التي قد أبعدت جنود السيبوي عن ضباطهم البريطانيين، وتم تنظيم وحدات مابعد 1857 بشكل أساسي على نظام «غير اعتيادي». فخلال سنوات 1797 حتى تمرد 1857 كان لدى كل فوج منتظم من مشاة البنغال الأصليين 22 أو 23 ضابطًا بريطانيًا، شغلوا كل مناصب القيادة وصولًا إلى نائب قائد الوحدة. أما في الوحدات غير النظامية فكان هناك عدد أقل من الضباط الأوروبيين، لكنهم ارتبطوا بقوة مع جنودهم، وأعطيت مسؤوليات أكثر للضباط الهنود.
زاد البريطانيون من نسبة جنود الإنجليز إلى الهنود في الجيش الهندي. فبدءا من 1861 استبدلت المدفعية الهندية بوحدات بريطانية، باستثناء عدد قليل من البطاريات الجبلية. شكلت التغييرات التي تلت التمرد أساس التنظيم العسكري للهند البريطانية حتى أوائل القرن العشرين.

### تقليد الأوسمة
صليب فيكتوريا
مُنحت ميداليات لأفراد القوات المسلحة البريطانية وجيش الهند البريطاني أثناء التمرد. تم إدراج 182 مستلمًا لصليب فيكتوريا.
 وسام التمرد الهندي
منحت 290,000 وسام التمرد الهندي. ومنحت تلك المشابك لجنود حصار دلهي وحصار وإغاثة لكناو.
 وسام الاستحقاق الهندي
تم تصميم وسام الاستحقاق الهندي في سنة 1837، وهو وسام عسكري ومدني لشركة الهند الشرقية، ثم استلمه التاج سنة 1858 في أعقاب التمرد الهندي  1857. وكان وسام الاستحقاق الهندي الوحيد. ميدالية الشهم المتاحة للجنود الهنود سنوات 1837 و 1907.

## الإصطلاحات
لا يوجد اسم متفق عليه عالميا لأحداث هذه الفترة. ففي الهند وباكستان أطلق عليها «حرب الاستقلال عام 1857» أو «حرب استقلال الهند الأولى» ولكن من المألوف استخدام مصطلحات مثل «ثورة 1857». تصنيف التمرد هو «حرب الاستقلال الأولى» لا يخلو من الانتقاد في الهند. يعتبر استخدام بعض السياسيين الهنود مصطلح «التمرد الهندي» بأنه تقليل من أهمية الحدث، وبالتالي فالمصطلح يعكس الموقف الإمبريالي. وعارض آخرون هذا التفسير.
وأطلق عليها في المملكة المتحدة وأجزاء من الكومنولث «التمرد الهندي»، واستخدمت مصطلحات مثل «التمرد الهندي العظيم» أو «تمرد السيبوي» أو «ثورة السيبوي» أو «حرب السيبوي» أو «التمرد العظيم» كما تم استخدام «تمرد 1857» و«الانتفاضة» و«التمرد المحمدي» و«ثورة 1857». واستخدم مصطلح «الانتفاضة الهندية» في صحافة المملكة المتحدة والمستعمرات البريطانية في ذلك الوقت.

## التدوين والتأريخ
أرخ أداس (1971) ثورة الهند مع التركيز على مناهجها الأربعة الرئيسية: نظرة الهنود القومية؛ التحليل الماركسي: نظرة إلى التمرد بأنه تمرد تقليدي؛ ودراسة مكثفة للانتفاضات المحلية. وظهرت العديد من المصادر الأساسية والثانوية الرئيسية في كتاب بسواموي باتي: تمرد 1857.

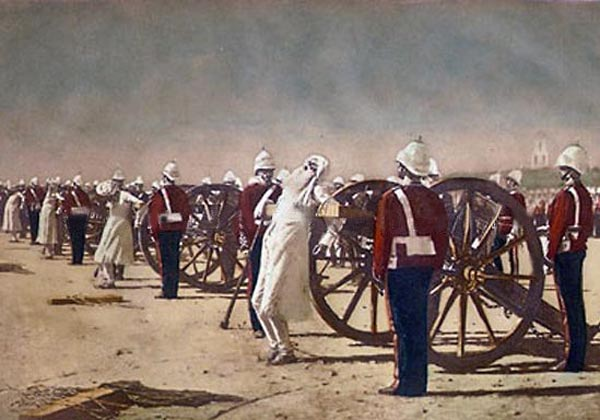
لوحة لفاسيلي فرشاغن سنة 1884 باسم: قمع الإنجليز للثورة الهندية، تصور فيها إعدام البريطانيين للمتمردين. ملاحظة: اشترى التاج البريطاني تلك اللوحة، وربما تعرضت للتلف (مكان وجودها الحالي غير معروف). رسمت الأحداث بأخطاء تاريخية حيث الحدث كان سنة 1857 بينما الجنود يرتدون زيا عسكريا لأواخر القرن التاسع عشر.

أكد توماس ميتكالف على أهمية عمل أستاذ كامبريدج إريك ستوكس (1924-1981) ، وخاصة كتابه: "الفلاح والراج: دراسات في المجتمع الزراعي وتمرد الفلاحين في الهند المستعمرة (1978). يقول ميتكالف إن ستوكس قوّض فرضية أن ثورة 1857 كانت استجابة لمسببات عامة انبثقت من فئات بشرية كاملة. بدلاً من ذلك أكد ستوكس بأن 1) المتمردين هم أولئك الهنود الذين عانوا من أكبر حرمان. وأن 2) العامل الحاسم بالتعجيل بالتمرد هو وجود أقطاب مزدهرة أيدوا الحكم البريطاني. وكشف ستوكس أيضًا قضايا التنمية الاقتصادية، وطبيعة امتلاك الأراضي المميز، ودور المقرضين، وفائدة نظرية الإيجار الكلاسيكية، وخاصة فكرة "الفلاح الغني".
أما كيم فاغنر الذي أجرى أحدث دراسة استقصائية للأدب، فيقول إن التاريخ الهندي الحديث لم يتجاوز بعد الرد على تحيز التقارير الاستعمارية. لا يرى فاجنر أي سبب يدعو إلى تقليل أو تضخيم الفظائع التي ارتكبها الهنود لمجرد أن هذه الأشياء «تسيء إلى مشاعر مابعد الاستعمار».
شدد فاجنر أيضًا على أهمية كتاب ويليام داريمبل بعنوان: «The Last Mughal: The Fall of a Dynasty، Delhi 1857». وتلقى داريمبل مساعدة لغوية من محمود فاروقي، الذي ترجم المصادر الرئيسية للأوردو والشيكاستاه ونشر مجموعة مختارة في «المحاصرين: أصوات من دلهي 1857» أكد داريمبل على دور الدين، وكشف بالتفصيل الانقسامات الداخلية والخلاف السياسي الديني بين المتمردين. لم يكتشف الكثير في طريق القومية الأولية أو أي من جذور الهند الحديثة في التمرد. أما سبأق أحمد فقد نظر إلى الطرق التي أثرت بها الأيديولوجيات الملكية والعسكرية والجهاد في سلوك الفصائل الإسلامية المتصارعة.
تقريبًا منذ اللحظة الأولى التي ثار فيها السيبوي في ميروت، تمت مناقشة طبيعة ونطاق تمرد الهند 1857 وثار الجدال حولها. وقد وصف بينجامين دزرائيلي أثناء حديثه في مجلس العموم في يوليو 1857 بأنه «تمرد وطني»، بينما حاول رئيس الوزراء اللورد بالمرستون التقليل من أهمية الحدث باعتباره «مجرد تمرد عسكري». يعكس هذا النقاش استخدام تشارلز بول كلمة التمرد في عنوانه، لكنه وصفه في النص بأنه «صراع الشعب من أجل الحرية والاستقلال». لا يزال المؤرخون منقسمين حول ما إذا كان التمرد يمكن اعتباره حرب استقلال هندية أم لا، على الرغم من أنها تعتبر شعبية في الهند. وتشمل الحجج الرافضة ما يلي:
- لم تكن الهند الموحدة موجودة في ذلك الوقت من الناحية السياسية أو الثقافية أو العرقية.
- أخمد التمرد بمساعدة جنود هنود آخرين من جيش مدراس وجيش بومباي وأفواج السيخ؛ 80٪ من قوات شركة الهند الشرقية كانت هندية؛[217]

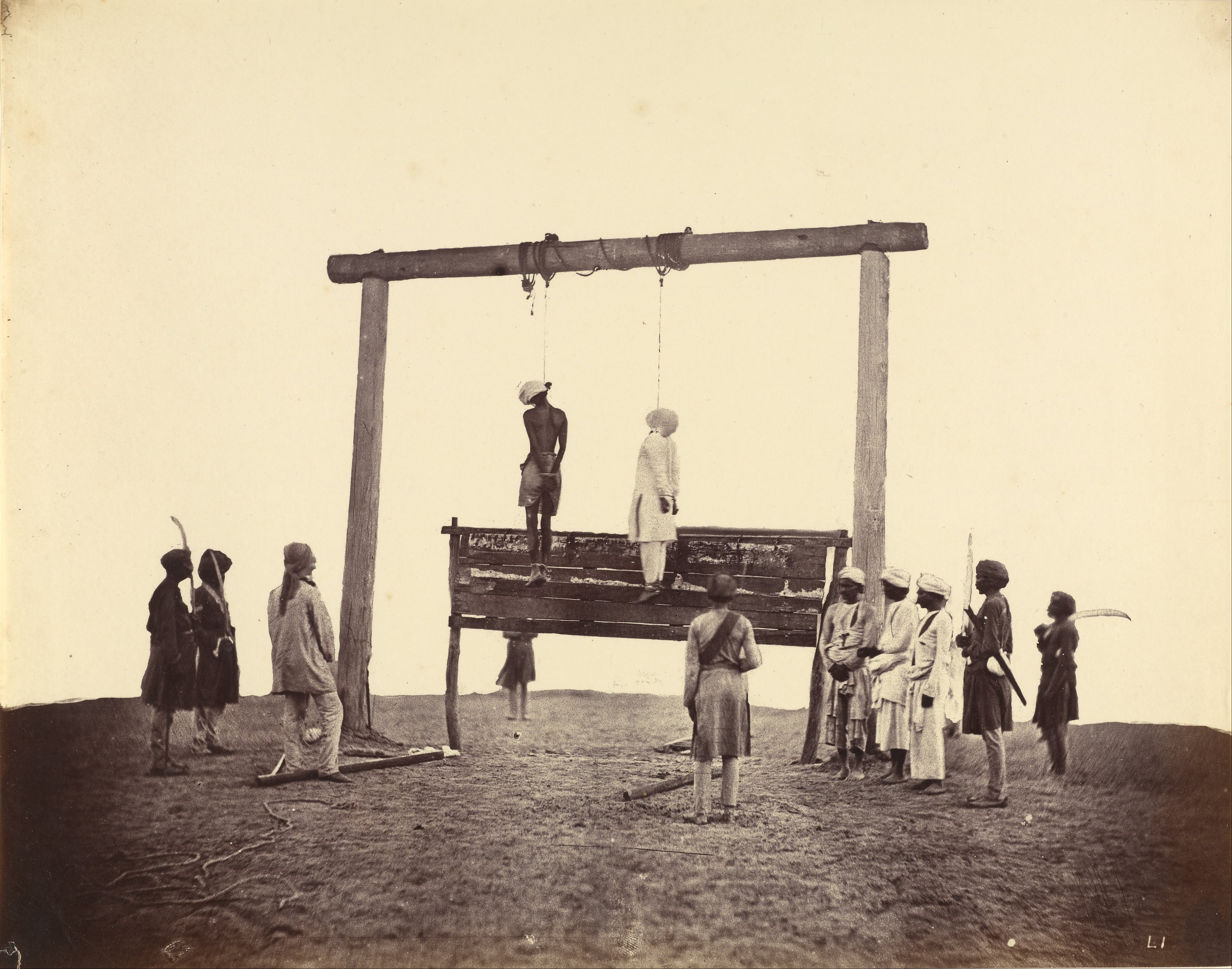
إعدام اثنين من السيبوي المشاركين في التمرد، من مشاة الحادي والثلاثين. تصوير بالفضة الزلالية، 1857.

- حارب العديد من الحكام المحليين بعضهم البعض بدلاً من الاتحاد ضد البريطانيين؛
- تفككت العديد من أفواج المتمردين السيبوي وعادوا إلى ديارهم بدلاً من القتال؛
- لم يقبل جميع المتمردين بعودة المغول.
- لم يكن لسلطان دلهي سيطرة حقيقية على المتمردين؛[218]
- اقتصرت الثورة على شمال ووسط الهند. على الرغم من حدوث حالات انتفاضات في أماكن أخرى، ولكن لم يكن لها تأثير بسبب طبيعتها المحدودة؛
- وقع عدد من الثورات في مناطق غير خاضعة للحكم البريطاني وضد الحكام الأصليين، غالبًا كنتيجة للسياسة الداخلية المحلية؛
- تمزق التمرد على أسس دينية وعرقية وإقليمية.[219]

وهناك مدرسة فكرية ثانية، مع الاعترافها بصحة الحجج المذكورة أعلاه إلا أنها ترى أن هذا التمرد قد يُطلق عليه بالفعل حرب استقلال الهند. الأسباب المقدمة هي:
- على الرغم من أن التمرد كان له أسباب مختلفة ، فإن معظم المتمردين السيبوي الذين تمكنوا من ذلك، شقوا طريقهم إلى دلهي لإحياء إمبراطورية المغول القديمة التي دلت على الوحدة الوطنية حتى للهندوس بينهم؛
- كانت هناك ثورة شعبية واسعة النطاق في العديد من المناطق مثل أوده وبندلكاند وروحل كاند. كان التمرد أكثر من مجرد تمرد عسكري، وقد امتد أكثر من منطقة واحدة؛
- لم يسعى السيبيون إلى إحياء الممالك الصغيرة في مناطقهم، وبدلاً من ذلك أعلنوا مرارًا «حكمًا على مستوى البلاد» للمغول وتعهدوا بطرد البريطانيين من «الهند»، كما عرفوا في ذلك الوقت. (تجاهل الإسبو الأمراء المحليين وأعلنوا في المدن التي سيطروا عليها: خال خودا كي، ملك بادشاه كا، حكم صبحار سيباهي بهادور كا - «الشعب ينتمي إلى الله، والبلد هو الإمبراطور، والسلطة بقيادة السيبيوي»). وكان الهدف من طرد «الأجانب» ليس من منطقة معينة بذاتها ولكن حسب مفهومهم الخاص من «الهند» كلها، مما يدل على الشعور القومي؛
- على الرغم من أن بعض المتمردين تم تجنيدهم من خارج أوده، إلا أنهم أتوا لهدف مشترك.[220]

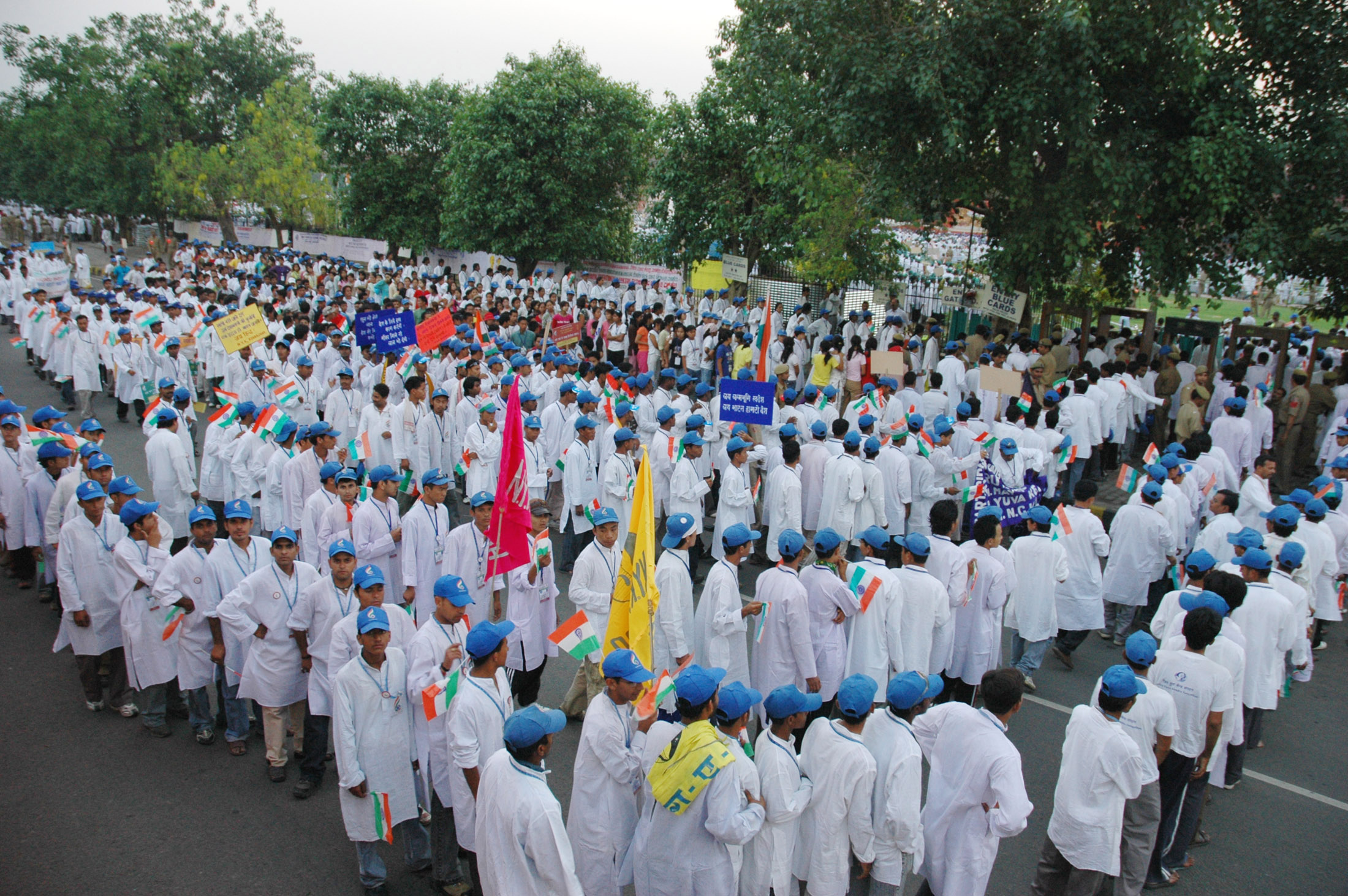
تجمع وطني للشباب في الاحتفال الوطني لإحياء الذكرى السنوية 150 لحرب الاستقلال الأولى، 1857 في الحصن الأحمر في دلهي يوم 11 مايو 2007

## الذكرى السنوية الـ 150
احتفلت حكومة الهند عام 2007 بالذكرى المائة والخمسين «لحرب الاستقلال الأولى للهند». وأصدرت العديد من الكتب لمؤلفون هنود في الذكرى السنوية بما في ذلك «حرب الحضارات» لأمريش ميشرا، وتاريخ مثير للجدل من تمرد عام 1857، و «التمرد» من تأليف أنوراغ كومار، وهي إحدى الروايات القليلة التي كتبها بالإنجليزية هندي عن أحداث 1857.
حاولت مجموعة من الجنود والمدنيين البريطانيين المتقاعدين، بعضهم من نسل الجنود البريطانيين الذين لقوا حتفهم في النزاع زيارة موقع حصن لكناو في سنة 2007. إلا إن المخاوف من عنف المتظاهرين الهنود بدعم من حزب بهاراتيا جاناتا القومي الهندوسي منع الزوار البريطانيين من زيارة الموقع. وعلى الرغم من الاحتجاجات فقد تمكن السير مارك هافلوك بعيدا عن الشرطة من زيارة قبر جده الجنرال هنري هافلوك.

## معلومة
1. ↑  "كان تمرد 1857 محصوراً إلى حد كبير في سهل الغانج الهندي الشمالي ووسط الهند"[7]
2. ↑  "حصرت الثورة في سهل الغانج الشمالي ووسط الهند."[8]
3. ↑  على الرغم من أن غالبية أعمال العنف وقعت في سهل الغانج الهندي الشمالي ووسط الهند، إلا أن دراسات حديثة أشارت إلى أن التمرد وصل أيضًا إلى أجزاء من الشرق والشمال."[9]
4. ↑  "ما ميز أحداث 1857 هو حجمها وشكلت لفترة قصيرة تهديدًا عسكريًا للهيمنة البريطانية في سهل الغانج."[10]
5. ↑  "أظهر الجنود الهنود وسكان الريف لمناطق شاسعة من شمال الهند عدم ثقتهم في حكامهم الذين انعزلوا عنهم... وعلى الرغم من كلامهم عن التحسينات، فقد كان الحكام الجدد قادرين على تقديم القليل جدًا من الحوافز الإيجابية للهنود لكي يرضخوا للقانون."[15]
6. ↑  "بقي الجنوب والبنغال والبنجاب سالما ..."[8]
7. ↑  "لم يتمكنوا من إنشاء أي أيديولوجية أو برنامج متماسك يُبنى عليه نظام جديد"[18]
8. ↑  "لم تكن أحداث 1857-1858 في الهند، ... بمثابة نقطة تحول كبرى في تاريخ الهند البريطانية فقط ولكن في الإمبريالية البريطانية ككل."[12]
9. ↑  "وضع إعلان الملكة فيكتوريا الصادر عام 1858 الأساس للعلمانية الهندية وأنشأ الإطار شبه القانوني الذي يحكم سياسة الدين في الهند الاستعمارية للقرن التالي ... وعد بالمساواة المدنية للهنود بغض النظر عن انتمائهم الديني، وعدم تدخل الدولة في الشؤون الدينية للهنود. على الرغم من أن الإعلان افتقر إلى السلطة القانونية للدستور، إلا أن أجيال من الهنود استشهدت بإعلان الملكة للمطالبة بحقوقها في الحرية الدينية والدفاع عنها." (صفحة 23)[21]
10. ↑  الإعلان الصادر عن الملكة فيكتوريا في 1 نوفمبر 1858 إلى "أمراء وزعماء الهند وشعبها": "إننا نلتزم بسكان أراضينا الهندية الأصليين بنفس الالتزام بالواجب الذي يربطنا بجميع رعايانا الآخرين." (p. 2)
11. ↑  "عندما تم نقل حكم الهند من شركة الهند الشرقية إلى التاج في 1858، تدخلت (الملكة فيكتوريا) والأمير ألبرت بطريقة غير مسبوقة لتحويل إعلان نقل السلطة إلى وثيقة تسامح ورأفة. ... وأصروا على الفقرة التي تنص على أن شعب الهند سيتمتع بنفس الحماية التي يتمتع بها جميع رعايا بريطانيا. بمرور الوقت، أدى هذا التدخل الملكي إلى إعلان 1858 في شبه القارة الهندية باسم "ماجنا كارتا للحريات الهندية"، وهي عبارة اتخذها القوميون الهنود مثل غاندي فيما بعد سعياً لاختبار المساواة بموجب القانون الإمبراطوري." (صفحات 38–39)[22]
12. ↑  "بعبارات قانونية بحتة، حافظ الإعلان على إيمانه بمبادئ الإمبريالية الليبرالية وبدا أنه يحمل وعدا بأن الحكم البريطاني سيفيد الهنود والبريطانيين على حد سواء. ولكن كما هو الحال مع كثرة التصريحات النبيلة الواثقة، فإن الواقع كان أقل بكثير من الناحية النظرية، ففشل البريطانيين في الارتقاء إلى صيغة الإعلان الذي استخدمه القوميون الهنود لاحقًا كدليل على هشاشة المبادئ الإمبريالية. (صفحة 76)"[23]
13. ↑  ارتدت وحدات من جيش رئاسة مدراس زرقاء بدلاً من قبعات الشاكو سوداء أو قبعات علفية.
14. ↑  كانت كلفة التمرد من حيث المعاناة الإنسانية هائلة. فقد دمرت مدينتان عظيمتان وهما دلهي ولكنو، بسبب القتال ونهب البريطانيين المنتصرين. وبسبب مقاومة الريف كما في أجزاء من أوده، فقد أحرقت قرى كاملة. وغالباً ماكان قتل المتمردون وأنصارهم خارج عن السيطرة. كما قُتل مدنيون بريطانيون  بمن فيهم النساء والأطفال."[15]
15. ↑  استغلت عدد من الأسر المحرومة، سواء الهندوسية أو المسلمة الشكوك الطبقية التي بسببها ثار متمردي السيبوي وجعلوا هؤلاء القوم عندهم أشبه بمخالب القط في مقامرة لاستعادة عروشهم. ليس من الحصافة أن يُطلق على أبناء سلالة المغول أو نواب أوده أو بيشوا بأنهم مقاتلين من أجل حرية الهند.[196]
16. ↑  في ضوء الأدلة المتوفرة نحن مضطرون للاستنتاج بأن انتفاضة 1857 لم تكن نتيجة تخطيط دقيق، ولم يكن هناك أي عقول مدبرة وراءها. فعندما قرأت عن أحداث 1857، أُجبرت على الاستنتاج بأن الشخصية الوطنية الهندية قد ضاعت تماما. فقادة الثورة لم ولن يتمكنوا من الإتفاق أبدًا. فقد كانوا يشعرون بالغيرة المتبادلة ويتآمرون ضد بعضهم البعض. ففي الواقع كانت تلك الغيرة والمؤامرات الشخصية مسؤولة إلى حد كبير عن انهيار الثورة الهندية. «مولانا أبو الكلام آزاد».[197]

### نصوص من كتب ودراسات أكاديمية
- Alavi، Seema (1996)، The Sepoys and the Company: Tradition and Transition 1770–1830، Oxford University Press، ص. 340، ISBN:978-0-19-563484-6.
- Anderson، Clare (2007)، Indian Uprising of 1857–8: Prisons, Prisoners and Rebellion، New York: Anthem Press، ص. 217، ISBN:978-1-84331-249-9.
- Bandyopadhyay، Sekhara (2004)، From Plassey to Partition: A History of Modern India، New Delhi: Orient Longman، ص. 523، ISBN:978-81-250-2596-2.
- Bayly، Christopher Alan (1988)، Indian Society and the Making of the British Empire، Cambridge University Press، ص. 230، ISBN:978-0-521-25092-4.
- Bayly، Christopher Alan (2000)، Empire and Information: Intelligence Gathering and Social Communication in India, c 1780–1870، Cambridge University Press، ص. 412، ISBN:978-0-521-57085-5.
- Bose، Sugata؛ Jalal، Ayesha (2004)، Modern South Asia: History, Culture, Political Economy (ط. 2nd)، London: Routledge، ص. 253، ISBN:978-0-415-30787-1.
- Brown، Judith M. (1994)، Modern India: The Origins of an Asian Democracy (ط. 2nd)، Oxford University Press، ص. 480، ISBN:978-0-19-873113-9، مؤرشف من الأصل في 2008-10-03، اطلع عليه بتاريخ 2019-12-29.
- Greenwood، Adrian (2015)، Victoria's Scottish Lion: The Life of Colin Campbell, Lord Clyde، UK: History Press، ص. 496، ISBN:978-0-75095-685-7، مؤرشف من الأصل في 2023-06-04.
- Harris، John (2001)، The Indian Mutiny، Ware: Wordsworth Editions، ص. 205، ISBN:978-1-84022-232-6.
- Hibbert، Christopher (1980)، The Great Mutiny: India 1857، London: Allen Lane، ص. 472، ISBN:978-0-14-004752-3.
- Jain، Meenakshi (2010)، Parallel Pathways: Essays On Hindu-Muslim Relations (1707–1857)، Delhi: Konark، ISBN:978-8122007831.
- Judd، Denis (2004)، The Lion and the Tiger: The Rise and Fall of the British Raj, 1600–1947، Oxford University Press، xiii, 280، ISBN:978-0-19-280358-0.
- Keene، Henry George (1883)، Fifty-Seven. Some account of the administration of Indian Districts during the revolt of the Bengal Army، London: W.H. Allen، ص. 145.
- Kulke، Hermann؛ Rothermund، Dietmar (2004)، A History of India (ط. 4th)، London: Routledge، xii, 448، ISBN:978-0-415-32920-0.
- Leasor، James (1956)، The Red Fort، London: W. Lawrie، ص. 377، ISBN:978-0-02-034200-7، مؤرشف من الأصل في 2020-02-01، اطلع عليه بتاريخ 2019-12-29.
- Ludden، David (2002)، India And South Asia: A Short History، Oxford: Oneworld، xii, 306، ISBN:978-1-85168-237-9.
- Majumdar، R.C.؛ Raychaudhuri، H.C.؛ Datta، Kalikinkar (1967)، An Advanced History of India (ط. 3rd)، London: Macmillan، ص. 1126.
- Markovits، Claude، المحرر (2004)، A History of Modern India 1480–1950، London: Anthem، ص. 607، ISBN:978-1-84331-152-2.
- Marshall، P. J. (2007)، The Making and Unmaking of Empires: Britain, India, and America c.1750–1783، Oxford and New York: Oxford University Press.، ص. 400، ISBN:978-0-19-922666-5
- Metcalf، Barbara D.؛ Metcalf، Thomas R. (2006)، A Concise History of Modern India (ط. 2nd)، Cambridge University Press، ص. 337، ISBN:978-0-521-68225-1.
- Metcalf، Thomas R. (1990)، The Aftermath of Revolt: India, 1857–1870، New Delhi: Manohar، ص. 352، ISBN:978-81-85054-99-5.
- Metcalf، Thomas R. (1997)، Ideologies of the Raj، Cambridge University Press، ص. 256، ISBN:978-0-521-58937-6.
- Mukherjee، Rudrangshu (2002)، Awadh in Revolt 1857–1858: A Study of Popular Resistance (ط. 2nd)، London: Anthem، ISBN:978-1-84331-075-4.
- Palmer، Julian A.B. (1966)، The Mutiny Outbreak at Meerut in 1857، Cambridge University Press، ص. 175، ISBN:978-0-521-05901-5.
- Peers، Douglas M. (2013)، India Under Colonial Rule: 1700–1885، Routledge، ISBN:978-1-317-88286-2، مؤرشف من الأصل في 2023-07-09
- Ray، Rajat Kanta (2002)، The Felt Community: Commonality and Mentality before the Emergence of Indian Nationalism، Oxford University Press، ص. 596، ISBN:978-0-19-565863-7.
- Robb، Peter (2002)، A History of India، Basingstoke: Palgrave، ص. 344، ISBN:978-0-333-69129-8.
- Roy، Tapti (1994)، The politics of a popular uprising: Bundelkhand 1857، Delhi: Oxford University Press، ص. 291، ISBN:978-0-19-563612-3.
- Spear، Percival (1990) [First published 1965]، A History of India، New Delhi and London: Penguin Books، ج. Volume 2، ISBN:978-0-14-013836-8 {{استشهاد}}: |المجلد= يحوي نصًّا زائدًا (مساعدة).
- Stanley، Peter (1998)، White Mutiny: British Military Culture in India, 1825–1875، London: Hurst، ص. 314، ISBN:978-1-85065-330-1.
- Stein، Burton (2001)، A History of India، New Delhi: Oxford University Press، ص. 432، ISBN:978-0-19-565446-2.
- Stokes، Eric (1980)، The Peasant and the Raj: Studies in Agrarian Society and Peasant Rebellion in Colonial India، Cambridge University Press، ص. 316، ISBN:978-0-521-29770-7.
- Stokes، Eric؛ Bayly، C.A. (1986)، The Peasant Armed: The Indian Revolt of 1857، Oxford: Clarendon، ص. 280، ISBN:978-0-19-821570-7.
- Taylor، P.J.O. (1997)، What really happened during the mutiny: a day-by-day account of the major events of 1857–1859 in India، Delhi: Oxford University Press، ص. 323، ISBN:978-0-19-564182-0.
- Wolpert، Stanley (2004)، A New History of India (ط. 7th)، Oxford University Press، ص. 530، ISBN:978-0-19-516678-1.

### مقالات من مجلات ومجموعات
- Alam Khan، Iqtidar (مايو–يونيو 2013)، "The Wahabis in the 1857 Revolt: A Brief Reappraisal of Their Role"، Social Scientist، ج. 41، ص. 15–23، JSTOR:23611115
- Alavi، Seema (فبراير 1993)، "The Company Army and Rural Society: The Invalid Thanah 1780–1830"، Modern Asian Studies، Cambridge University Press، ج. 27، ص. 147–178، DOI:10.1017/S0026749X00016097، JSTOR:312880
- Baker، David (1991)، "Colonial Beginnings and the Indian Response: The Revolt of 1857–58 in Madhya Pradesh"، Modern Asian Studies، ج. 25، ص. 511–543، DOI:10.1017/S0026749X00013913، JSTOR:312615
- Blunt، Alison (يوليو 2000)، "Embodying war: British women and domestic defilement in the Indian "Mutiny", 1857–8"، Journal of Historical Geography، ج. 26، ص. 403–428، DOI:10.1006/jhge.2000.0236
- English، Barbara (فبراير 1994)، "The Kanpur Massacres in India in the Revolt of 1857"، Past & Present، Oxford University Press، ج. 142، ص. 169–178، DOI:10.1093/past/142.1.169، JSTOR:651200
- Hasan، Farhat؛ Roy، Tapti (1998)، "Review of Tapti Roy, The Politics of a Popular Uprising, OUP, 1994"، Social Scientist، ج. 26، ص. 148–151، DOI:10.2307/3517586، JSTOR:3517586
- Klein، Ira (يوليو 2000)، "Materialism, Mutiny and Modernization in British India"، Modern Asian Studies، Cambridge University Press، ج. 34، ص. 545–580، JSTOR:313141
- Lahiri، Nayanjot (يونيو 2003)، "Commemorating and Remembering 1857: The Revolt in Delhi and Its Afterlife"، World Archaeology، Taylor & Francis، ج. 35، ص. 35–60، DOI:10.1080/0043824032000078072، JSTOR:3560211
- Mukherjee، Rudrangshu (أغسطس 1990)، "'Satan Let Loose upon Earth': The Kanpur Massacres in India in the Revolt of 1857"، Past & Present، Oxford University Press، ج. 128، ص. 92–116، DOI:10.1093/past/128.1.92، JSTOR:651010
- Mukherjee، Rudrangshu (فبراير 1994)، "The Kanpur Massacres in India in the Revolt of 1857: Reply"، Past & Present، Oxford University Press، ج. 142، ص. 178–189، DOI:10.1093/past/142.1.178، JSTOR:651201
- Nanda، Krishan (سبتمبر 1965)، The Western Political Quarterly، University of Utah on behalf of the Western Political Science Association، ج. 18، ص. 700–701.
- Roy، Tapti (فبراير 1993)، "Visions of the Rebels: A Study of 1857 in Bundelkhand"، Modern Asian Studies، Cambridge University Press، ج. 27، ص. 205–228 (Special Issue: How Social, Political and Cultural Information Is Collected, Defined, Used and Analyzed)، DOI:10.1017/S0026749X00016115، JSTOR:312882
- Stokes، Eric (ديسمبر 1969)، "Rural Revolt in the Great Rebellion of 1857 in India: A Study of the Saharanpur and Muzaffarnagar Districts"، The Historical Journal، Cambridge University Press، ج. 12، ص. 606–627، DOI:10.1017/s0018246x00010554، JSTOR:2638016
- Washbrook، D. A. (2001)، "India, 1818–1860: The Two Faces of Colonialism"، في Porter، Andrew (المحرر)، Oxford History of the British Empire: The Nineteenth Century، Oxford and New York: Oxford University Press، ص. 395–421، ISBN:978-0-19-924678-6
- Hakim Syed Zillur Rahman (2008)، "1857 ki Jung-e Azadi main Khandan ka hissa"، Hayat Karam Husain (ط. 2nd)، Aligarh/India: أكاديمية ابن سينا لطب وعلوم العصور الوسطى، ص. 253–258، OCLC:852404214

## وصلات خارجية
- Detailed Map: The revolt of 1857–1859, Historical Atlas of South Asia, Digital South Asia Library, hosted by the University of Chicago
- Development of Situation-January to July 1857 – Maj (Retd) AGHA HUMAYUN AMIN from WASHINGTON DC defencejounal.com
- The Indian Mutiny BritishEmpire.co.uk
- Karl Marx, جريدة نيويورك تريبيون, 1853–1858, The Revolt in India marxists.org

| سبقه حرب السيخ الثانية | النزاع البريطاني-الهندي | تبعه المؤامرة الهندوسية الألمانية |